# Bardenas Reales

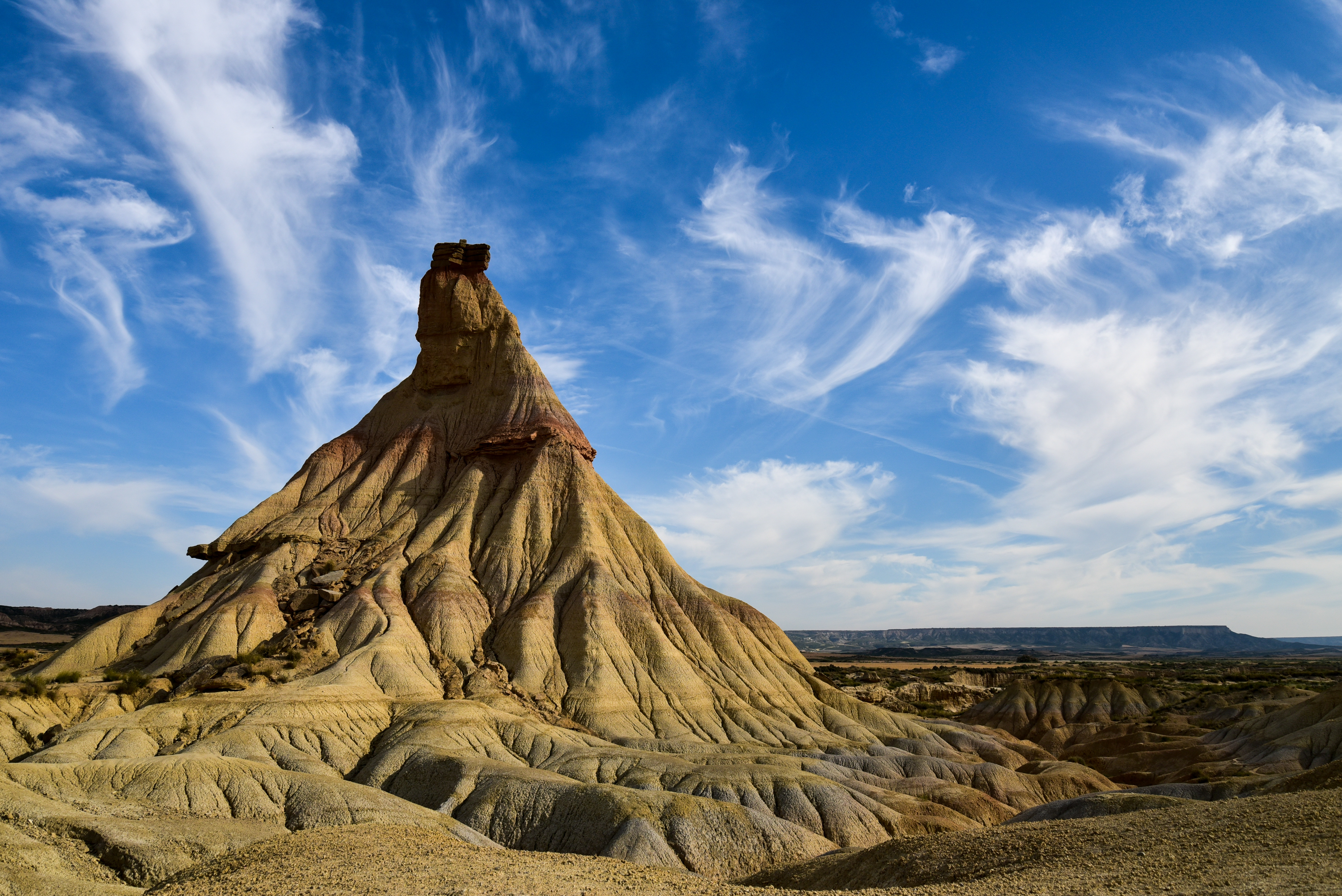
O Castildetierra (corruptela de "Castelo de Terra"), um cabezo das Bardenas Reales que é uma das imagens de marca da região

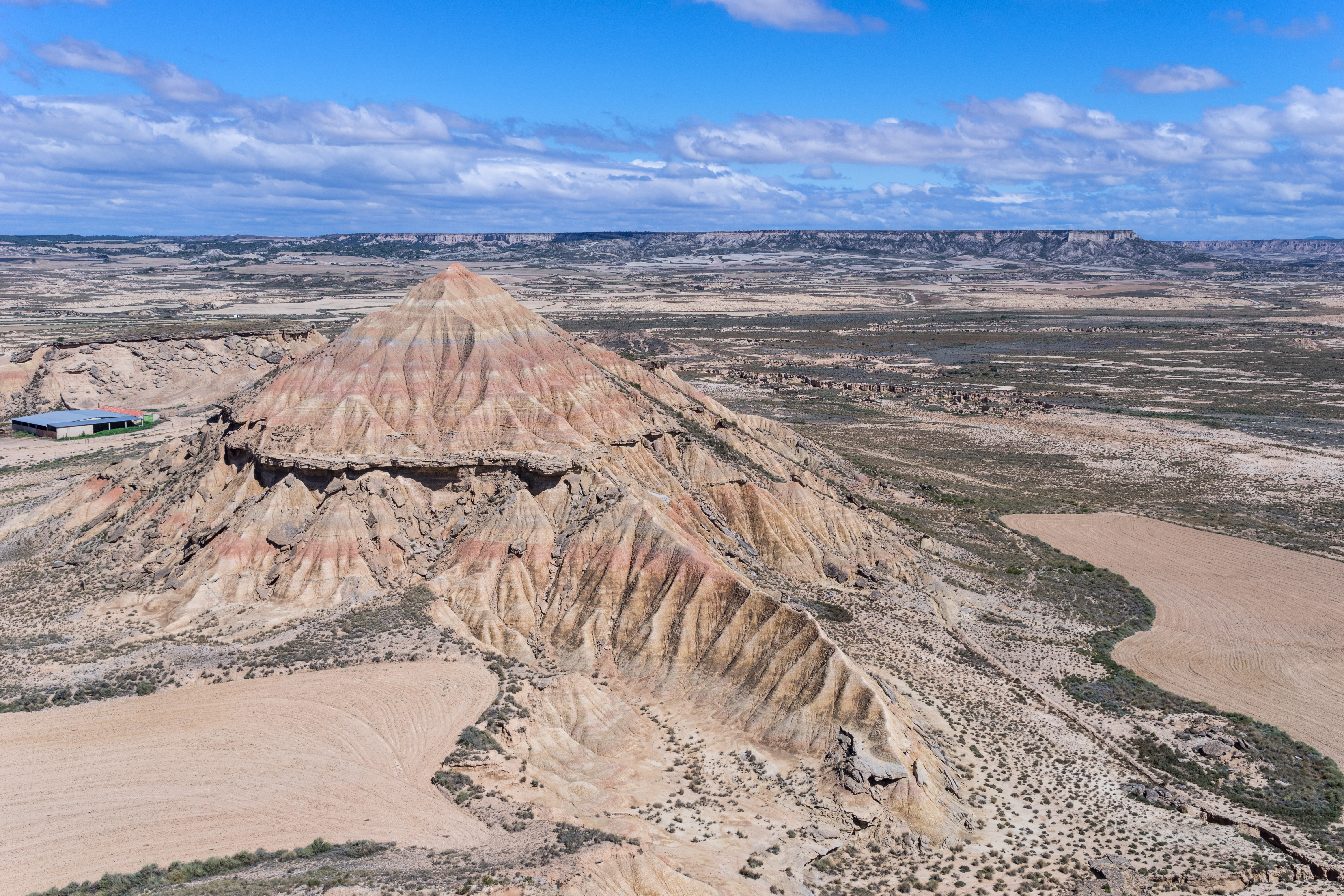
Vista desde o cabeço das Cortinillas

As Bardenas Reales de Navarra, Bardenas Reales ou simplesmente Bardenas são uma área semidesértica na Espanha, com 418,5 km² que se estende pelo sudeste da comunidade autónoma de Navarra e uma parte da comunidade autónoma de Aragão. É um território com características singulares em termos da sua composição geológica e da sus propriedade e administração. Ocupa o centro da depressão do vale do Ebro e estende-se por 45 km na direção norte-sul e 24 km na direção leste-oeste.
A denominação de Bardenas Reales refere-se originalmente ao território que pertenceu à coroa real navarra e que agora pertence à coroa espanhola, cujo uso e exploração de recursos está regulado desde há muito pela "Comunidade de Bardenas Reales", um organismo formado por 21 autarquias locais e pelo Mosteiro da Oliva (em Carcastillo). A Real Cédula de 14 de abril de 1705, emitida pelo rei Filipe V de Espanha, concedeu o direito perpétuo de exploração do território, sem possibilidade de ser concedido a outras pessoas às 22 entidades que integram a Comunidade de Bardenas Reales. Esse direito manteve-se até hoje e deu origem à institucionalização desse organismo.
Em dezembro de 2008, o governo espanhol cedeu a propriedade do território à Comunidade de Bardenas Reales, que até então estava juridicamente nas mãos do Estado. Desde 1999 que a maior parte das Bardenas Reales está protegida como parque natural (que abrange 392,74 km²), o qual foi classificado pela UNESCO como reserva da biosfera em 2000. Anteriormente, em 1986, dois locais das Bardenas — o Rincón del Bú e las Caídas de la Negra — já tinham sido declarados reservas naturais.

## Etimologia
O nome em basco das Bardenas Reales de Navarra é Nafarroako Errege Bardea. A menção mais antiga do topónimo é duma crónica em árabe sobre uma batalha ocorrida no local em 915 ou 916, onde aparece ŷabal ("monte" ou "serra") al-B.rdà. Num documento de 1134, o nome aparece em latim no singular referindo-se à media bardena en suso e noutro, de 1155, aparece no plural — montes in circuitu ejusdem bardenas. A filiação real é registada pela primeira vez em 1319. Além do nome oficial de Bardenas Reales, a região também é conhecida como Bardena del Rey.
Existem diversas hipóteses sobre a origem etimológica da palavra "bardenas". Para o filólogo navarro Hermilio de Olóriz (1854–1919), "bardena" é uma corruptela do termo basco "abar-dena" ("todos os ramos"). O historiador basco Ildefonso Gurruchaga (1902–1974) concordava com esta hipótese, afirmando que a palavra "bardena" está relacionada com o radical basco "bar-" que se refere a limite, extremidade, cerca ou lado — num documento de 1027 as Bardenas são chamadas "Extremadura"). José María Iribarren (1906–1971) sugeriu que o nome Bardena tem origem em "pardina" ou "paradina", designações dadas no Alto Aragão a montes baixos com pastagens, onde costuma haver currais para gado ovino. Ambas as hipóteses são mencionadas pela “Toponimia Oficial de Navarra”, que considera a segunda mais verosímil.
O “Diccionario de voces españolas geográficas” relaciona a palavra "bardena" com "barda" (cerca de espinhos ou sebe) e diz que o seu significado seria "prado ou floresta fechada por cerca". Também é mencionada a hipótese de "bardena" estar relacionada com "bardana", o nome pelo qual são conhecidas as plantas das espécies Arctium lappa, Arctium minus e Xanthium strumarium, embora não pareça haver qualquer relação, embora haja quem saliente que a Arctium lappa se chama bardena em lígure.
O historiador da língua Juan Antonio Frago Gracia expressou em 1986 outra hipótese, segundo a qual "badernas" seria formada pela raiz "barr-" (de lama, ravina, barreira, etc.) e pelo sufixo locativo ibérico "-én", com dissimilação "-rr" > "-rd" típica do domínio navarro-aragonês e basco. Na Idade Média o termo era usado com significados como "pasto" ou "montanha comunal", embora haja autores que apontem para o termo latino parietinae, que significa "paredes em ruínas, ruínas" ou a origem árabe de Jabal al-B.rdà de onde viriam os termos zalabardanos ou chalabardanos, pelos quais eram conhecidos os pastores transumantes que pastavam seus rebanhos nas Bardenas.
Há muito mais hipóteses, como a defendida pelo filólogo e lexicógrafo catalão Joan Coromines (1905–1997), que afirmou que o vocábulo "barda" é de origem incerta mas seguramente pré-romana, visto que é comum às três línguas românicas da Península Ibérica (catalão, galego e castelhano) e ao sardo, sempre com o significado de barreira ou cerca, que daria origem ao sentido figurado de "sebe viva ou silva". O romanista austríaco-alemão Ernst Gamillscheg (1887–1971) também relaciona "bardena" ao gascão "barta", que significa bosque emaranhado, silvado ou matagal.
Há ainda quem aponte como possível a relação de "bardena" com os termos bascos barduli ou bardieta, devido à raiz "bard". Outros defendem que a palavra tem origem nas designações "chalabardanos" ou "chalabardones", nome dado aos roncaleses (habitantes do Vale de Roncal) e outras populações mais distantes pelos seus vizinhos que tinham direito a usar as suas pastagens.

### Outros topónimos

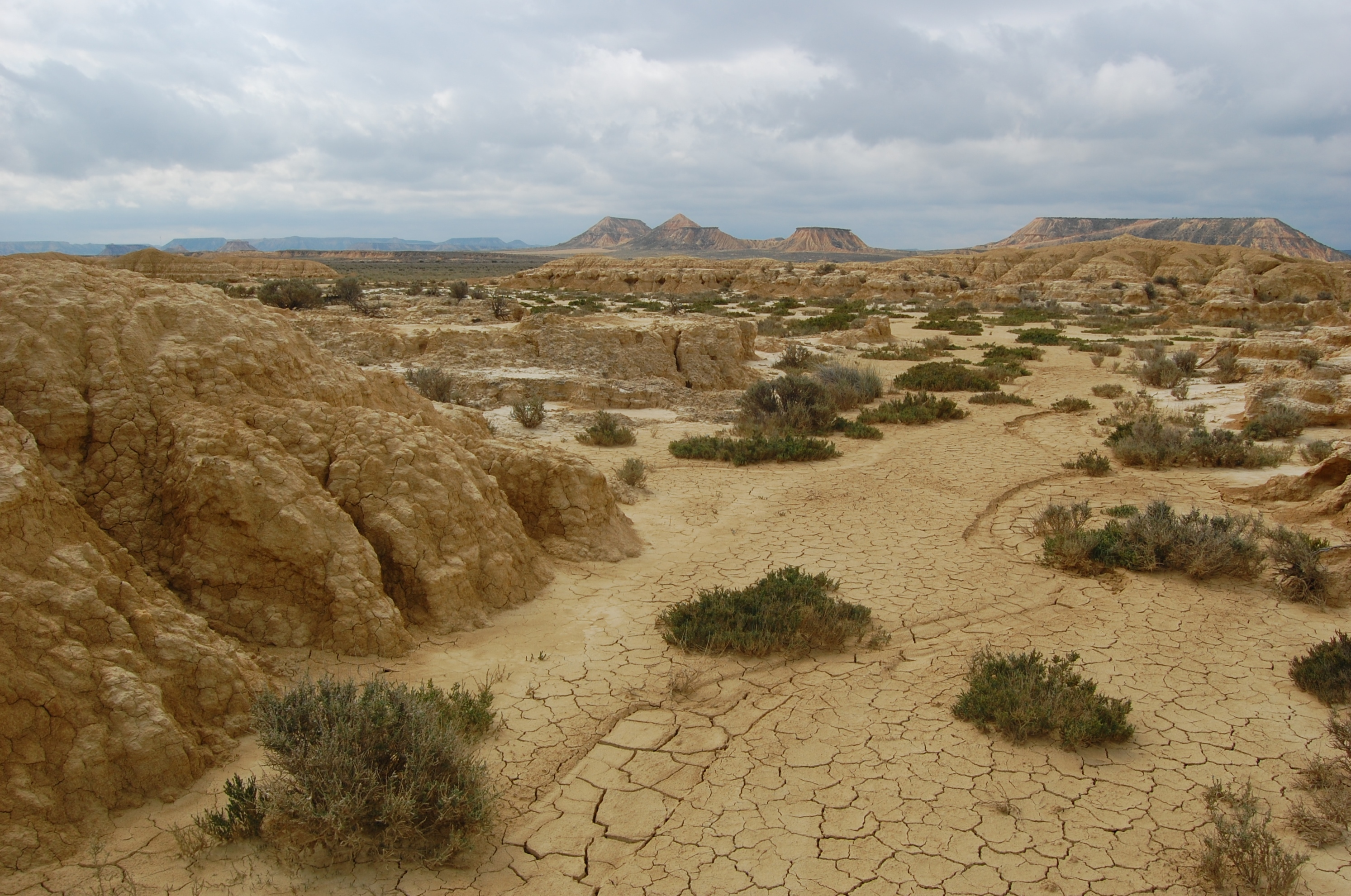

Segundo o Mapa Topográfico Nacional e outras fontes cadastrais e da Comunidade de Bardenas, a maioria dos vocábulos que dão nome aos lugares ou características geográficas das Bardenas são de origem românica e, em menor escala, bascas. A presença do basco na região deve-se, sem dúvida, à transumância, pois é o local para onde os pastores dos vales de Roncal e de Salazar, áreas onde o basco foi usado até ao século XX, levavam os seus rebanhos no inverno. Nomes como Landazuría (de landa [terra de trabalho] e zuria [branco]), Belcho (de beltza [preto]) ou Pisquerra são claramente de origem basca inconfundível.
Muitos dos nomes usados em Bardenas para referir diferentes partes ou lugares vêm de personagens que tiveram alguma relevância. É comum que os locais onde se localizou, ou se localizou, curral ou barraca sejam nomeados com o nome ou alcunha do seu construtor ou usufrutuário e que este se estenda ao território vizinho. Alguns dos nomes nas Bardenas são: Blanca, Plano, Landazuría, Trilluelos, Cornialto, La Estroza, Cabezo Lobo, Cabezo del Águila, Caldero, Pisquerra, Cortinas, Tres Hermanos, Belcho, Cruceta, Angarillones, Rallón, Ralla, Rincón del Bú, Balcón de Pilatos, Alfarillo, Bandera, Tres Montes, Cabezo Mocho, el Abejar, Negra y sus Caídas e Omias ou Umbrías.

## Geografia
| Municípios limítrofes das Bardenas Reales               |                      |                                          |
| Murillo el Cuende                                       | Mélida • Carcastillo | Carcastillo • Sádaba (Aragão)            |
| Caparroso • Villafranca • Cadreita Valtierra • Arguedas |                      | Sádaba • Ejea de los Caballeros (Aragão) |
| Tudela • Cabanillas                                     | Fustiñana • Buñuel   | Tauste (Aragão)                          |

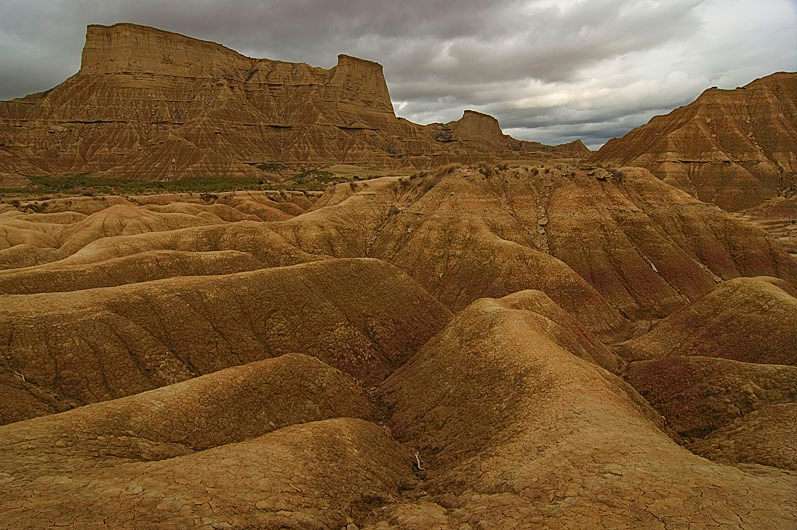
Ravinas nas Bardenas Reales

As Bardenas Reales é um território situado na zona sudeste de Navarra, na fronteira com Aragão, na zona média da depressão do vale do Ebro, perto da serra do Yugo e da comarca de Cinco Villas da província de Saragoça.  A região situa-se num ponto equidistante entre as cordilheiras dos Pirenéus e do Sistema Ibérico. As Bardenas Reales de Navarra propriamente ditas estendem-se por 45 km na direção norte-sul e 24 km na direção leste-oeste. A altitude varia entre 280 e 659 m acima do nível do mar.
Do ponto de vista paisagístico, o espaço tradicionalmente conhecido como Bardenas é maior do que o delimitado com o nome de Bardenas Reales de Navarra, pois também abrange áreas de Aragão. Os solos são compostos por argilas, gipsites e arenitos que foram erodidos por água e vento, criando formas surpreendentes, entre as quais se destacam as ravinas, mesetas de estrutura tabular e colinas solitárias, chamadas localmente cabezos. Nas Bardenas não há centros urbanos, a vegetação é muito escassa e os múltiplos cursos de água que atravessam a região têm um fluxo marcadamente irregular, permanecendo secos durante a maior parte do ano.
Devido a terem sido uma antiga possessão real, as Bardenas não fazem parte de qualquer município. Historicamente, a posse das terras pertencia à coroa e a sua exploração, uso e aproveitamento foi concedida a um conjunto de pessoas coletivas navarras denominadas "congozantes", cujo número desde finais do século XVII foi fixado em 22, entre as quais existem 19 municípios, dois vales e um mosteiro. Todos eles formam a Comunidade de Bardenas Reales, uma entidade de direito público responsável pela propriedade e uso da área.
A região é atravessada pelas seguintes estradas:
- N-121 — entre Tafalla e Cadreita
- NA-125 — entre Tudela e Ejea de los Caballeros
- NA-126 — entre Tudela e Tauste

Tradicionalmente é feita a distinção de três áreas em termos paisagísticos: El Plano, a norte, a Bardena Branca (La Blanca) ao centro e a Bardena Negra (La Negra) a sul. No entanto dentro de cada uma dessas áreas há locais cujas características lhes conferem singularidades.

### Partes das Bardenas

#### El Plano
É a parte setentrional das Bardenas. Trata-se de uma meseta que se eleva cerca de 100 metros acima das áreas em volta. Os seus terrenos mais altos são maioritariamente cobertos por culturas de cereais e as encostas estão cobertas por carrasco (Quercus coccifera), alecrim (Salvia Rosmarinus) e ontina (Artemisia herba-alba). A barragem de El Ferial encontra-se em El Plano.

#### Bardena Branca (La Blanca)
Constitui a zona central e mais desértica das Bardenas. O seu relevo caracteriza-se por extensas zonas planas, ravinas profundas no fundo das quais correm ribeiros sazonais e fundos de vales nos quais sobressaem cabezos (colinas solitárias). A zona deve o seu nome à presença de sais esbranquiçados que se espalham pela sua superfície devido à abundância de gipsite e argila no solo. A Bardena Branca está dividida em duas, a Branca Baixa e a Branca Alta. A primeira é a mais desértica e a segunda estende-se desde Pisquerra e Eguarás até Carcastillo.

#### Bardena Negra (La Negra)
A Bardena Negra é a zona mais meridional das Bardenas, que faz fronteira com Aragão. Os limites norte que a separam de Bardena Branca situam-se na linha que vai dos limites de La Nasa a Barajas del Rey. Do ponto de vista orográfico e paisagístico é constituído por mesetas de diferentes altitudes que são cortadas por cursos de água sazonais que correm no fundo das ravinas. Esta é a zona das Bardenas que apresenta a maior cobertura vegetal, a qual é constituída fundamentalmente por bosques de pinheiros-de-alepo e matagal, que dão um tom escuro à paisagem, que dá o nome à zona.

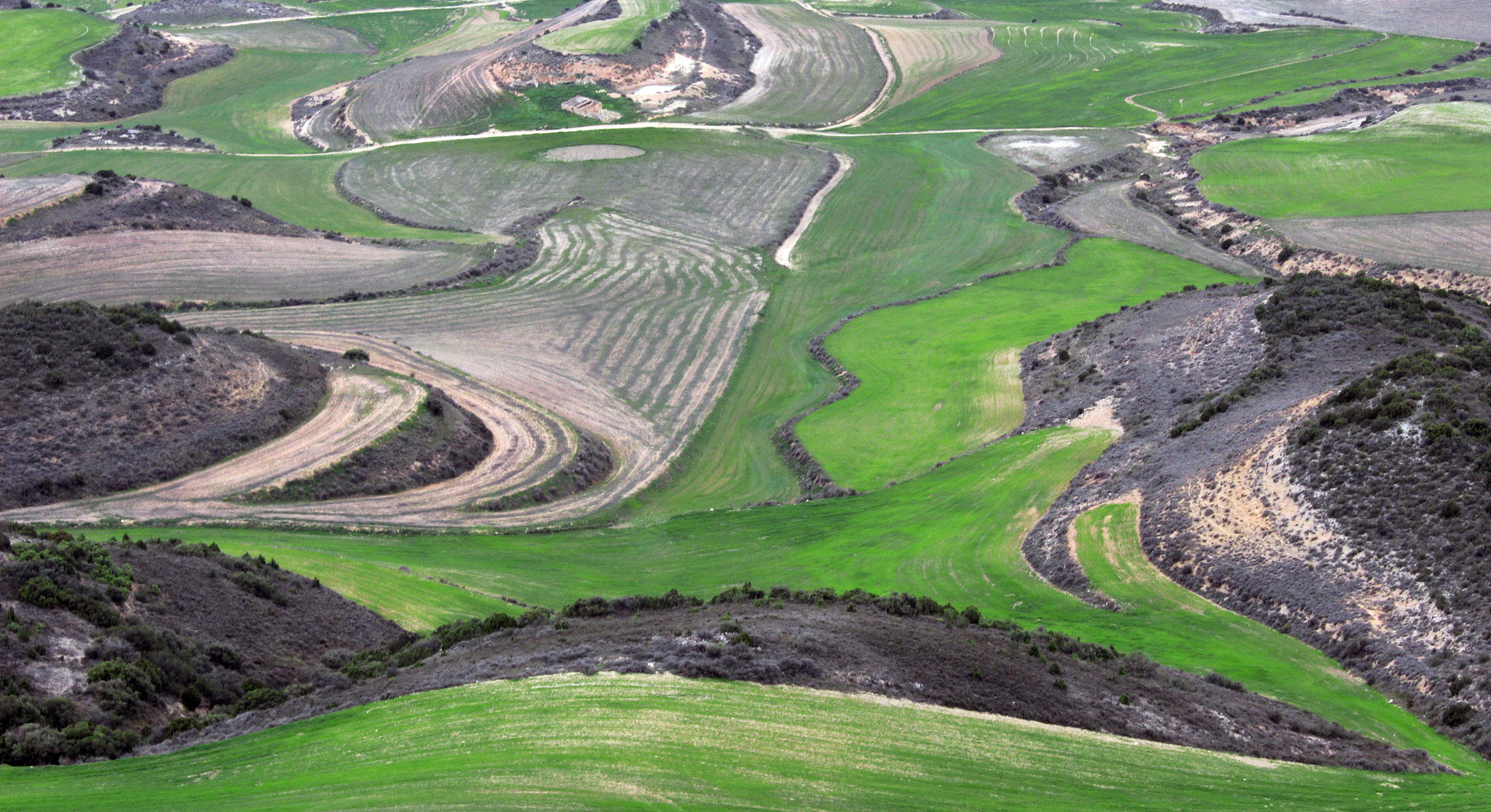
Bardena Negra
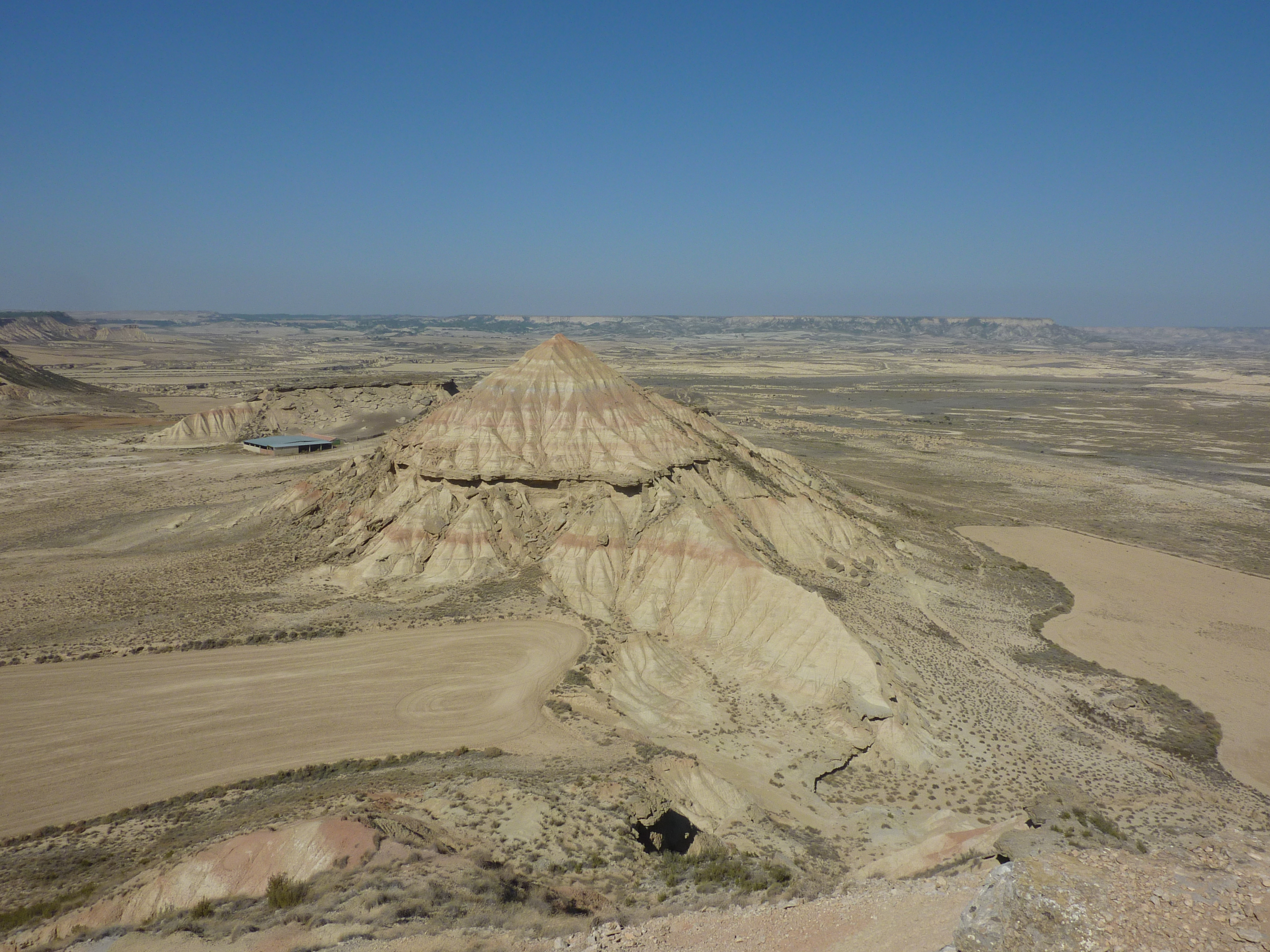
Bardena Blanca
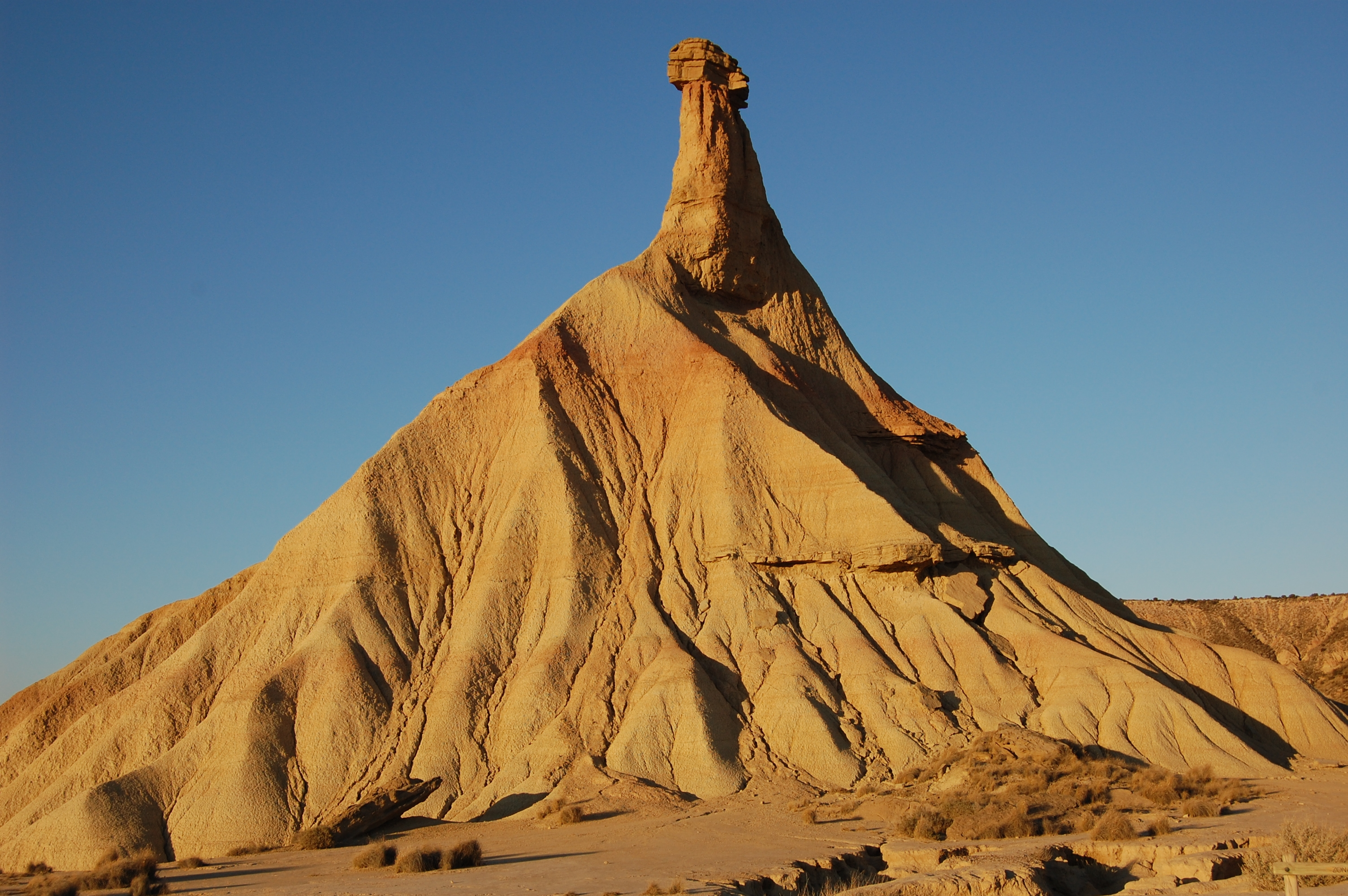
"Cabeço" de Castildetierra
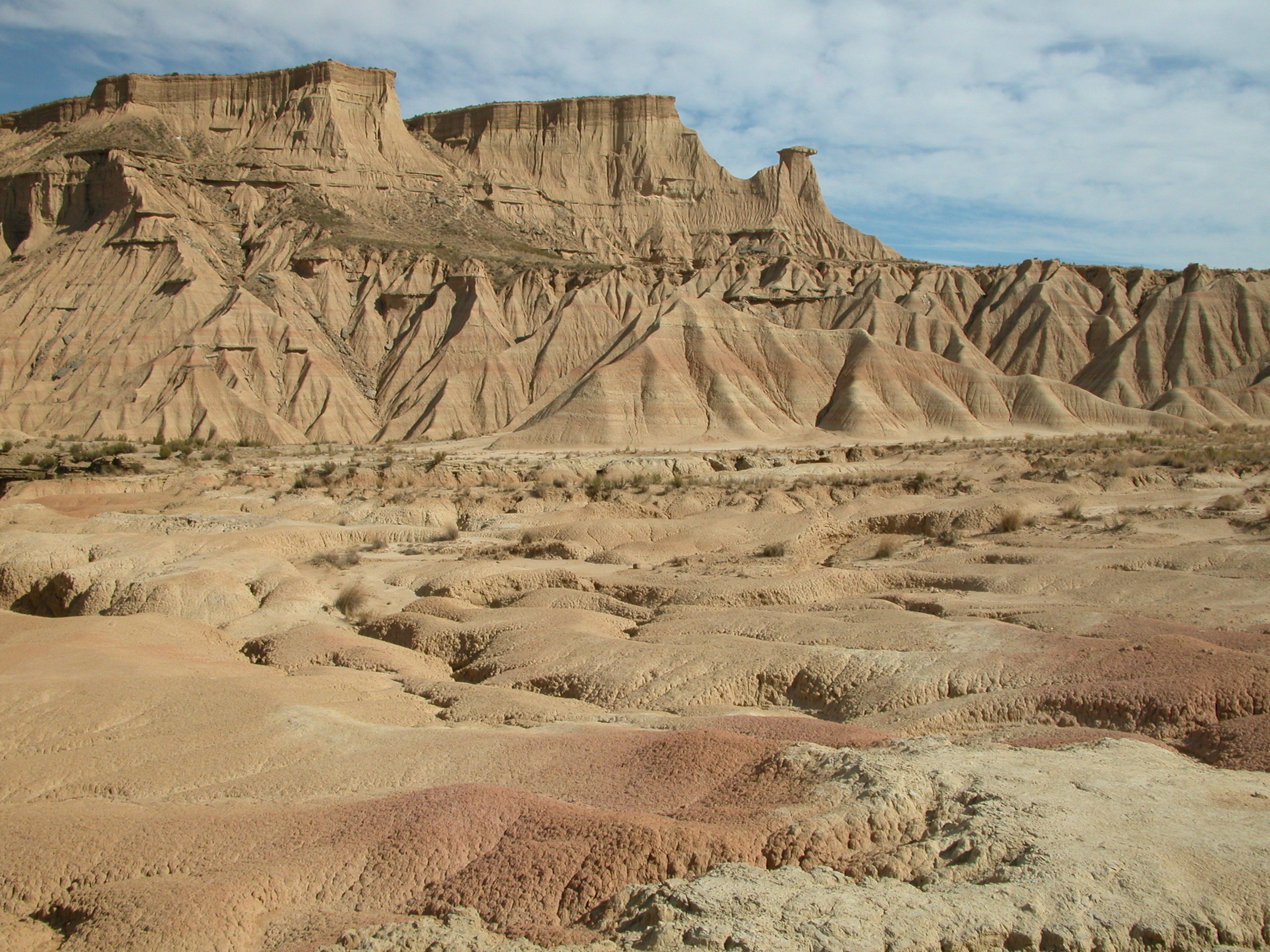
La Pisquerra, na Bardena Branca Baixa

#### Locais específicos

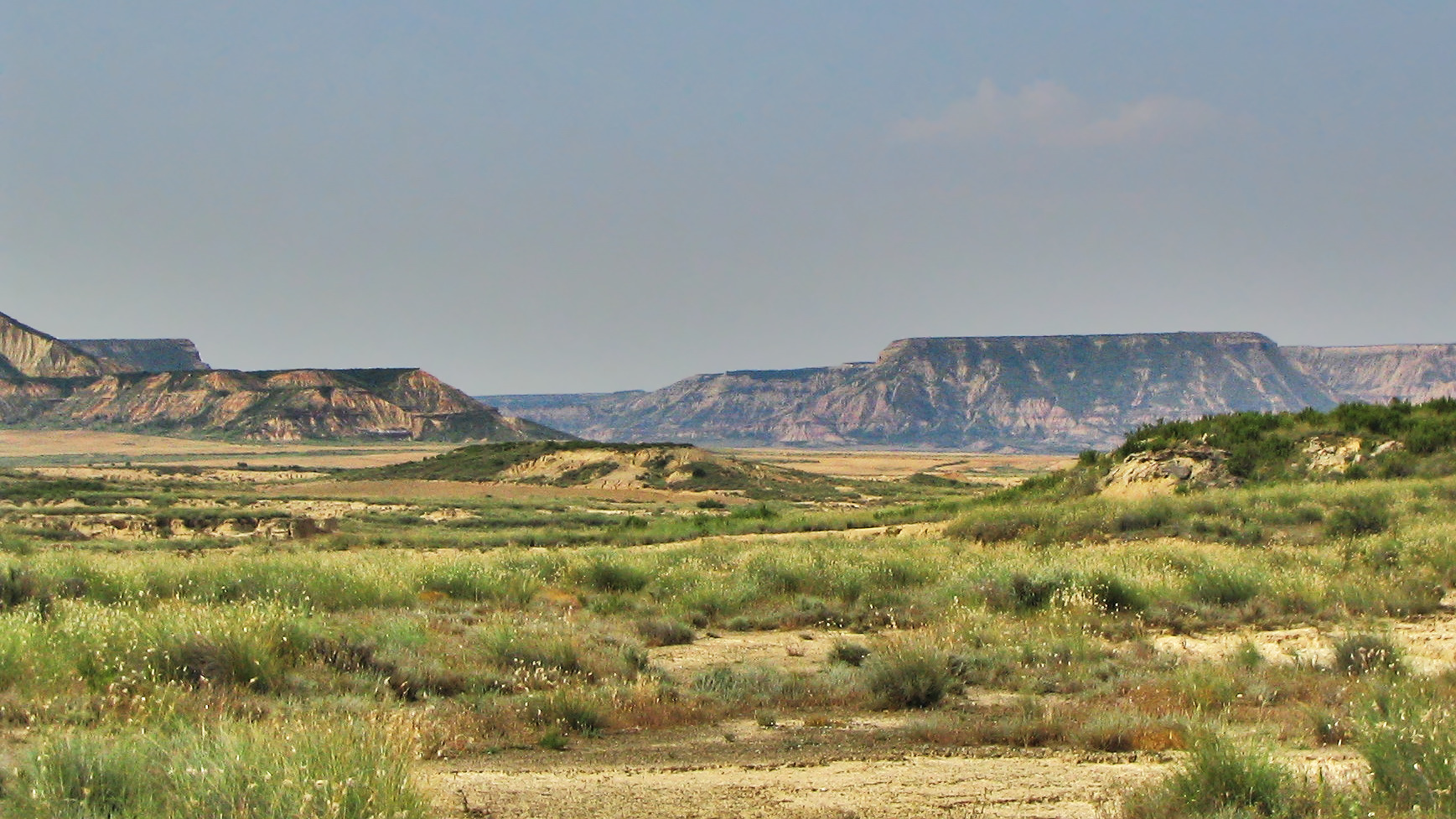
Ao fundo, à esquerda: Rincón del Bú, à direita: Balcón de Pilatos

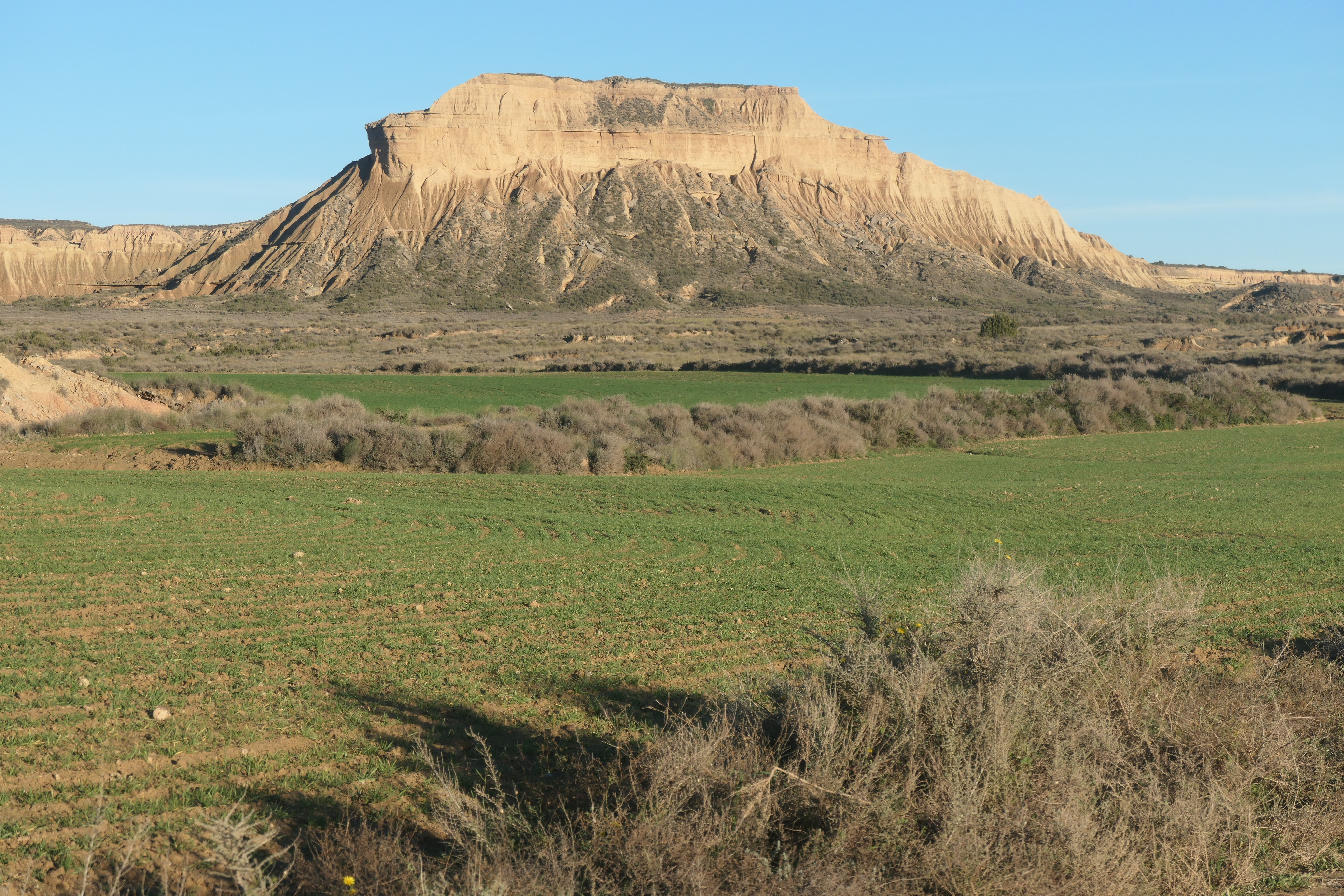
Cabeço de Sanchicorrota, na zona de Peñaflor, Bardena Branca

Dentro de cada uma das áreas que compõem as Bardenas existem também áreas menos extensas que gozam, dependendo das singularidades naturais ou históricas, de características especiais que lhes valeram identidade e nome próprios, pelo que costumam ser denominadas de forma autónoma. Entre elas destacam-se as seguintes:
Landazuría
Estende-se no sopé da colina da ermida de Nossa Senhora do Yugo, a oeste da Bardena Branca. É uma área de contraste entre culturas de regadio e de sequeiro.
Rincón del Bú
É uma pequena área de 460 ha localizada na parte sul da Bardena Branca, que tem uma orografia muito singular, onde a erosão teve grande influência. A vegetação é composta sobretudo por gramíneas e sabinas e abundam as aves de rapina como a águia-real e o abutre-do-egito, além de outras aves como o alcaravão, o cortiçol-de-barriga-preta ou a calhandra-de-dupont. Destaca-se por ser um local de nidificação de bufos-reais e foi declarada reserva natural em 1986.
Caídas de la Negra
É uma área com 1 925 ha que se situa na Bardena Negra, onde existem muitas águias, abutres, corujas, abetardas, raposas, gatos-bravos, ginetas, anfíbios e répteis. A vegetação é composta por arbustos, barrilhas-das-arribas, esparto e outras plantas de sapal. Tem um desnível de 270 m. Esta área também foi declarada reserva natural em 1986.
Vedado de Eguarás ou Peñaflor

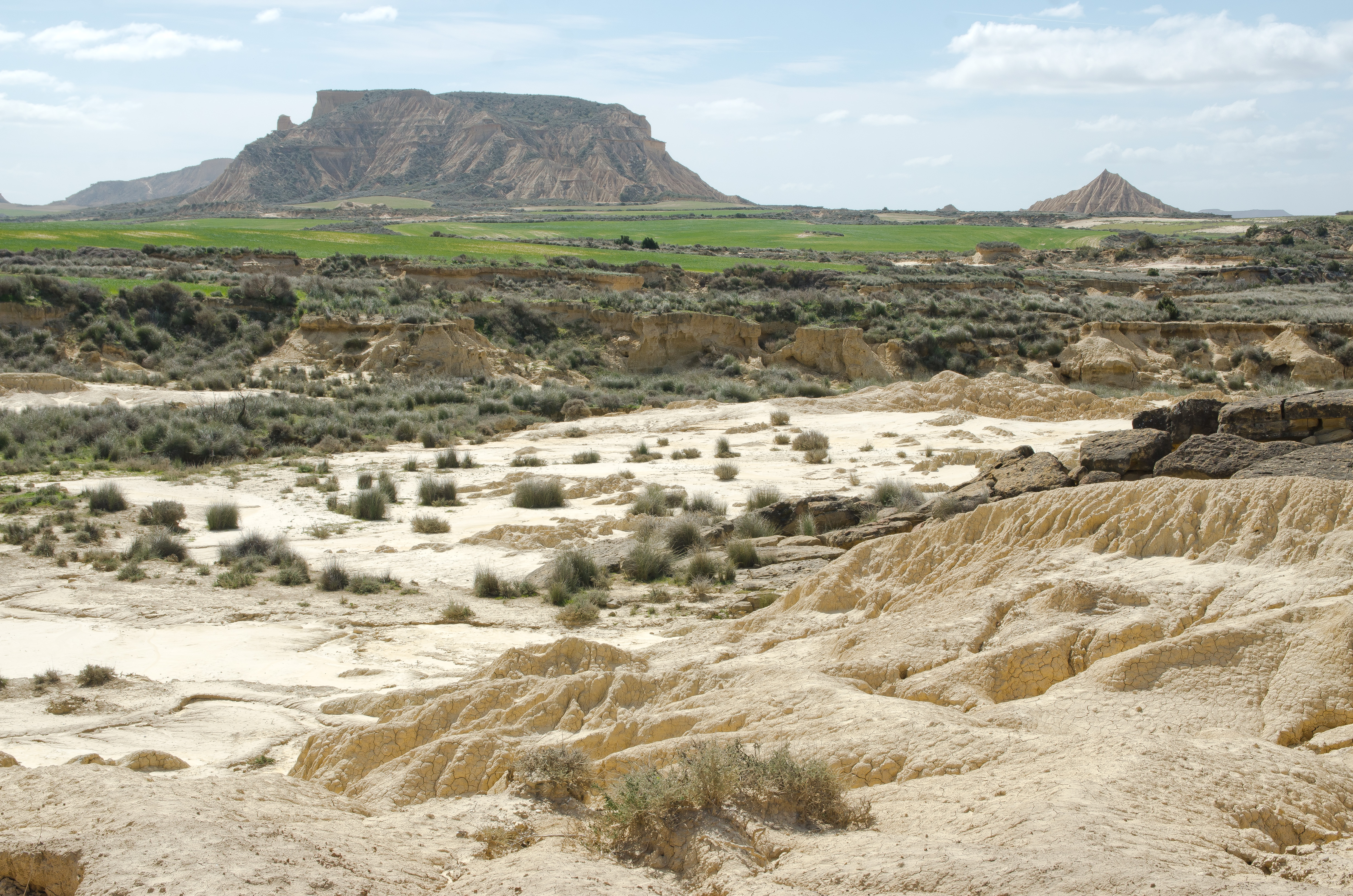

É uma área de 1 200 ha hectares que não pertence administrativamente às Bardenas, pois faz parte do município de Valtierra, embora não lhe seja contígua. Situa-se abaixo do planalto de La Estroza e é protegida por pequenas elevações que a separam do resto das Bardenas. A vegetação abunda no seu interior, constituindo um oásis dentro da zona desértica e em 150 ha fazem-se culturas de sequeiro. Parte da área (500 ha) foi declarada reserva natural em 1987.
Nesta zona encontram-se as ruínas do castelo de Peñaflor, também chamado castelo de Doña Blanca devido à lenda que conta que Branca II de Navarra (1424–1464) foi encerrada pelo seu pai, João II de Aragão, na torre do castelo, alimentada apenas a pão e água, quando se recusou a casar com o príncipe com quem o pai a queria casar. Todas as noites um pastor de Valtierra levava queijo e leite à princesa e quando esta foi libertada ofereceu as terras do castelo ao pastor. Segundo outra versão da lenda, o visitante da princesa era o namorado desta, o famoso bandoleiro Sanchicorrota, que confundia os seus perseguidores colocando as ferraduras do seu cavalo en sentido contrário quando visitava a princesa. Apesar do romance com a princesa ser pura ficção, Sanchicorrota existiu de facto e atuou na área e devido aos abusos de João II sempre foi considerado um herói pela população.
O castelo foi construído por Sancho VII de Navarra, o Forte (r. 1194–1234) para reforçar a fronteira de Navarra com Aragão e reprimir o banditismo. Originalmente propriedade real, em 1357 Carlos II de Navarra cedeu-o a García Bartolomé de Roncal por seis anos, mediante o pagamento de 60 libras por ano. Em meados do século XV a coroa doou o Vedado a Mosén Pierres de Peralta e em 1530 sabe-se que pertenceu a Juan de Eguarás, de quem receberia o nome. No século XIX o seu proprietário era o conde de Parent. No século XIX ficou sob a jurisdição do município de Valtierra, ficando completamente independente da administração da Comunidade de Bardenas.

### Clima

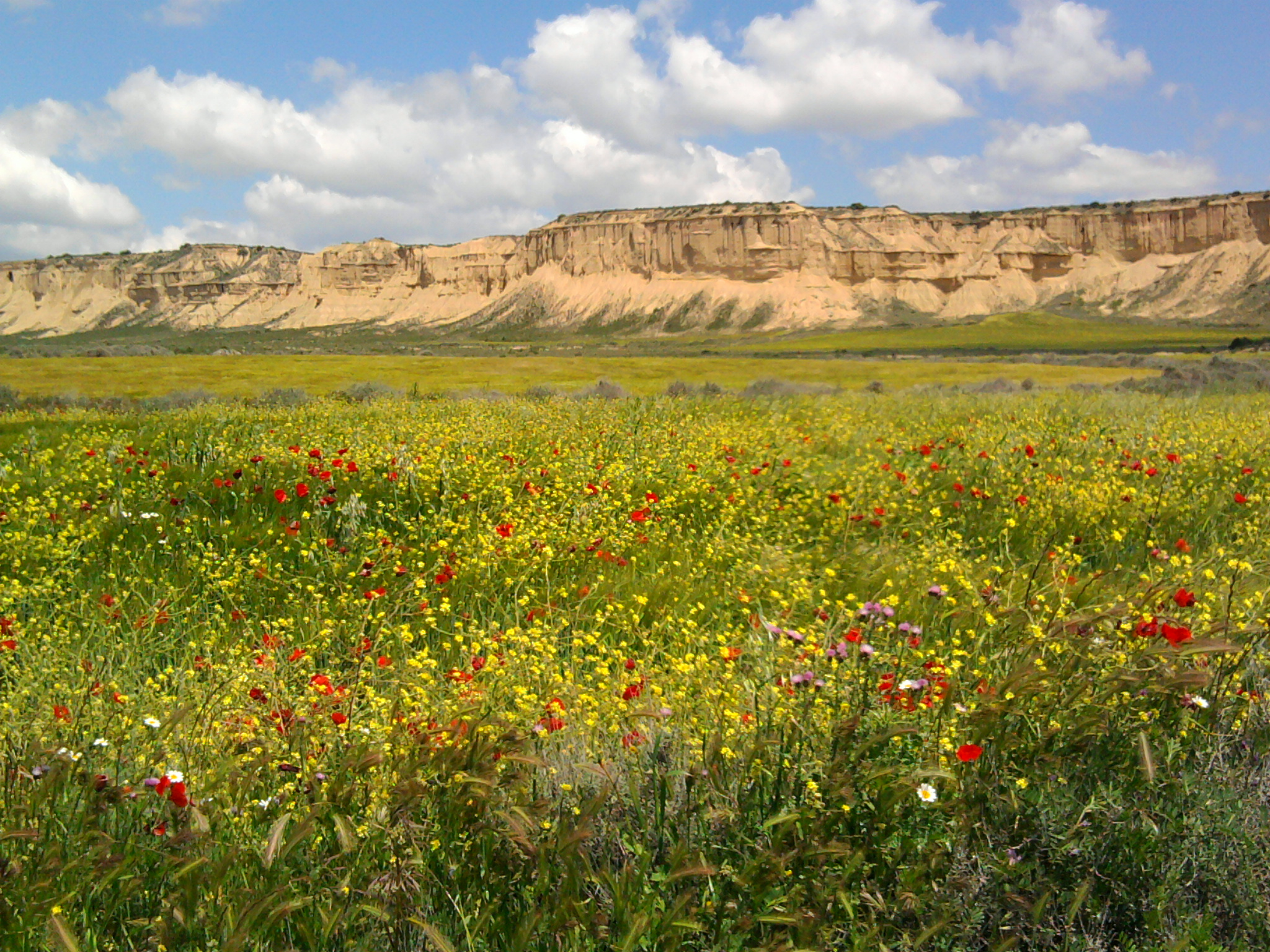
Primavera nas Bardenas

O clima das Bardenas é do tipo semiárido frio ou de estepe (Classificação climática de Köppen-Geiger BSk), com precipitações muito escassas, que se concentram sobretudo no outono e são irregulares e torrenciais. Os invernos são moderadamente frios e os verões são muito quentes. As precipitações variam em função da orografia e situam-se os 300 e os 450 mm de média anual. A Bardena Branca e a Landazuría são as zonas com menos precipitação (300 mm por ano), enquanto que a Bardena Negra e a parte que faz fronteira com Aragão chegam aos 400 a 450 mm por ano, números que são ultrapassados na Plana de la Negra.
As precipitações são muito irregulares quer ao longo do ano — invernos e verões muito secos, primaveras e outonos com alguma precipitação — quer de ano para ano. Na estação meteorológica de Buñuel, por exemplo, em 1985 registaram-se 186 mm e em 1959 850 mm. O carácter torrencial das precipitações faz com que a água não se infiltre no solo e provoque muita erosão. Em alguns dias do ano — por norma não mais de cinco — cai neve e granizo.
A temperatura média anual é de cerca de 14,5 °C, com máximas superiores a 35 °C (o mês mais quente) e mínimas ligeiramente superiores a 0 °C em janeiro (o mês mais frio). Em janeiro as temperaturas médias variam entre 4 e 6 °C, conforme a orografia. Em julho as temperaturas médias vão dos 22 aos 24 °C e as máximas chegam aos 44 °C. As geadas, que se registam entre 40 e 50 dias por ano, são geralmente do tipo de irradiação e mistas (advecção-irradiação) devido a situações anticiclónicas com ventos de noroeste. 
A humidade relativa situa-se geralmente em aproximadamente 55%. Dezembro é o mês com maior humidade relativa (cerca de 75%) e julho o mês menos húmido, com apenas 40% de humidade relativa. O vento característico é o cierzo, que sopra de noroeste e norte-noroeste com velocidades entre 20 e 30 km/h e é frio e seco. Outro vento menos importante é o bochorno, que sopra em sentido contrário. A evaporação média anual está entre 1 100 mm na Bardena Branca e 950 mm na área próxima de Buñuel.

### Orografia

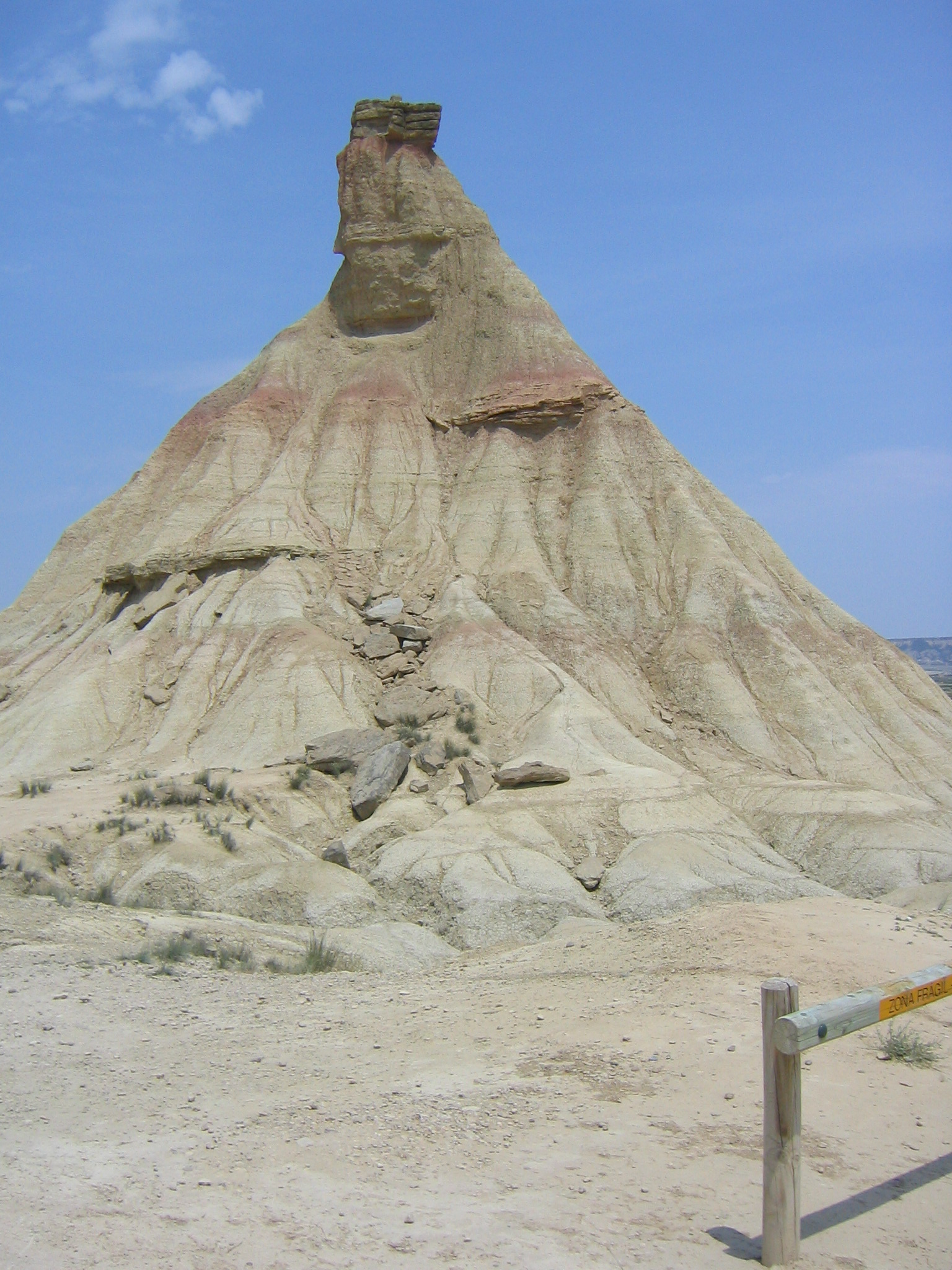

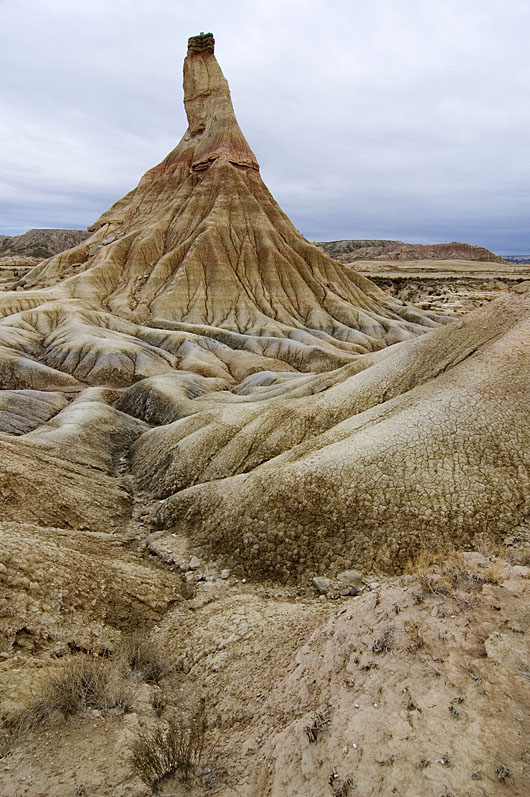
Castildetierra

O solo das Bardenas é formado por materiais do Terciário e Quaternário continental e está relacionado com as tensões associadas à formação dos Pirenéus e do Sistema Ibérico, que provocaram o afundamento da  bacia sedimentar do Ebro que era fechada pelas cordilheiras costeiras catalãs, criando um mar interior que recebia sedimentos provenientes da erosão desde o final do Eoceno. Esses materiais distribuíram-se, ficando os mais pesados (cascalhos e arenitos grossos) na parte superior enquanto os arenitos finos, argilas, gipsites e calcários ocupam as partes baixas da pouco declive, numa organização característica dos depósitos aluviais. Desta forma, na parte central da bacia concentram-se as argilas com calcário e gipsite, enquanto nas bordas se encontram conglomerados e arenitos, todos provenientes das duas serras entre as quais se situa. Estima-se que a espessura dos sedimentos acumulados seja próxima de 4 km. Há cerca de dez milhões de anos, a bacia abriu-se para o Mediterrâneo, esvaziando o mar interior e dando origem ao rio Ebro. Começou o processo de erosão que continua até hoje e moldou a paisagem das Bardenas.
A alternância de materiais macios, como a argila, com outros mais duros, como o arenito e o calcário, fez com que a erosão fosse tabular, ou seja, com uma camada de material duro na parte superior que não sofre erosão, enquanto que a parte inferior é erodida de forma significativa e rápida, o que faz com que as bordas se desgastem até a parte superior cair. As dobramento do terreno é escasso, sendo apenas relevante na parte norte da região, desaparecendo gradualmente numa disposição monoclinal com inclinação suave, que che a ser horizontal na parte sul. Tal como no resto da depressão do Ebro, os depósitos quaternários estendem-se em terraços que cobrem o material terciário continental.
As formações terciárias são as seguintes:
- A formação de Lerín, constituída por camadas de gipsite e argila, com alguns arenitos e calcários, estende-se pela zona norte do território do parque e no Vedado de Eguaras.
- A fácies de Ujué, formada por arenitos e argilas que aumentam para noroeste, pode ser observada na Bardena Alta e a leste da Bardena Baixa.
- A formação de Tudela, formada por argilas e carbonatos, é relevante na Bardena Negra.

As formações quaternárias estendem-se, em forma de terraços, pelas segguintes zonas:
- O terraço alto do rio Aragão ocupa a meseta do El Plano e o Saso de Carcastillo, elevando-se entre 110 e 130 m acima do leito do rio.
- O terraço da Cadreita, visível na zona de Espartosa, eleva-se entre 10 e 20 m acima do rio Cadreita.
- Os terraços baixos, situam-se na extremidade sul, acima do Ebro a uma altura que varia entre 5 e 10 m.
- A planície aluvial do Ebro situa-se junto a Murillo de las Limas, em Bardenilla.
- O preenchimento de vale é constituído por sedimentos que vão preenchendo as ribeiras secundárias da rede fluvial da Bardena Branca.

Estes materiais, muito susceptíveis à erosão, foram modelados pelos agentes atmosféricos criando a orografia característica actual que deu origem às colinas ou promontórios e mesetas tabloides como a do Rallón. A ação da água cria o chamado efeito "pele de elefante" ou badlands e escava ravinas, depressões e cavernas. O vento é o outro agente que tem contribuído para a erosão e para a particularidade da paisagem.
Os solos constituídos por materiais argilosos, pedregosos, calcários e arenosos constituem terrenos ideais para a agricultura, embora existam muitas pedras e cascalho. No El Plano, a formação a que se chama caliche, é formada pela cimentação de cantos rodados e carbonato de cálcio. Nas encostas das colinas e planícies existe uma espécie de solo argiloso, enquanto na Bardena Branca é formado pela sobreposição de numerosas camadas de escoamento superficial. A aridez do clima, com alta taxa de evaporação, e os substratos geológicos facilitam a formação de fases salinas.

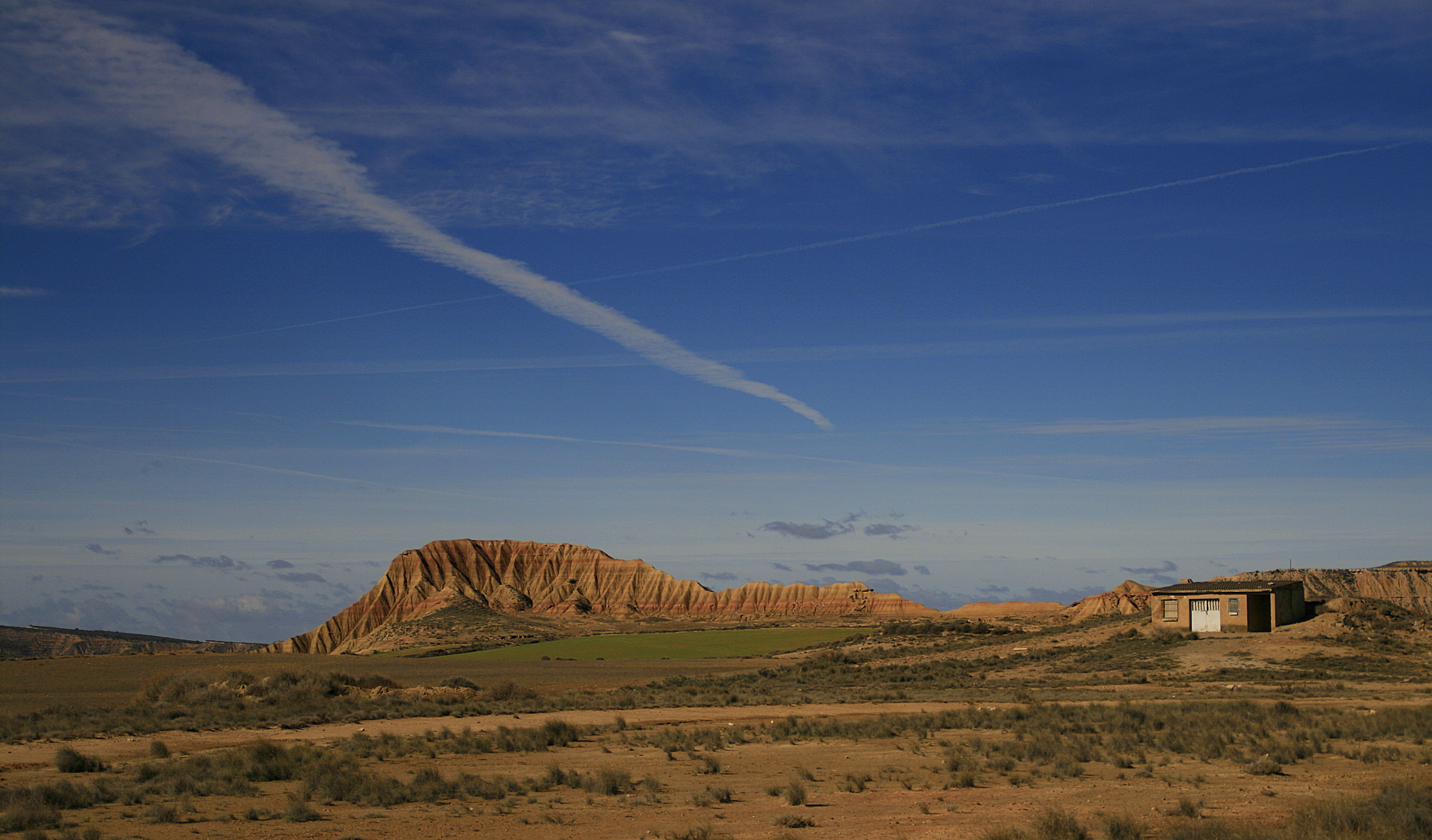

Em 1988, o Instituto do Solo e Concentração Parcelária de Navarra, um organismo dependente do governo de Navarra, realizou um estudo do solo no qual foram qualificados 478 perfis diferentes. Este estudo conclui que a área agrícola potencial da Bardenas coincide com a que é usada atualmente. Definiram-se 26 unidades de solo, duas delas aptas para a agricultura, entre as que figuram as ravinas e as encostas com mais declive.
A Bardena Branca, a mais erodida, está enquadrada numa estrutura tubular formada pelo El Plano a norte e uma série de planos ao sul que terminam na Bardena Negra. Esta série de alienações tubulares é condicionada pela falta de continuidade das estruturas de arenito que se interpõem entre os extratos de argilas e siltes, originando as mesetas com cimos planos, como Rallón, Cortinas ou Tres Hermanos, onde é patente a estrutura que lhes dá origem, com elementos de argila e silte muito sensíveis à erosão recobertos por uma camada de arenito ou calcário de maior dureza. Na parte norte da Bardena Branca, o relevo tubular é constituído pelos terraços e declives (glacis [es] suspensos) que cobrem o extrato terciário.
A impermeabilidade das argilas faz com que a água que possa ser filtrada por rochas calcária ou de arenito saia ao atingir o substrato argiloso, erodindo-o e provocando o colapso dos substratos duros que sobre ele repousam. Esta grande erosão produzida pela água, juntamente com o regime torrencial das chuvas, forma as ribeiras que se afundam no solo, constituindo uma rede labiríntica em todo o território de Bardenas, afetando especialmente a Bardena Branca.
A Bardena Branca é rodeada por "cabeços" (colinas testemunhas) e mesetas, destacando-se os cabeços de El Rallón, Pisquerra, Cortinas e Castildetierra e as mesetas de La Ralla e Alfarillo.

### Hidrografia

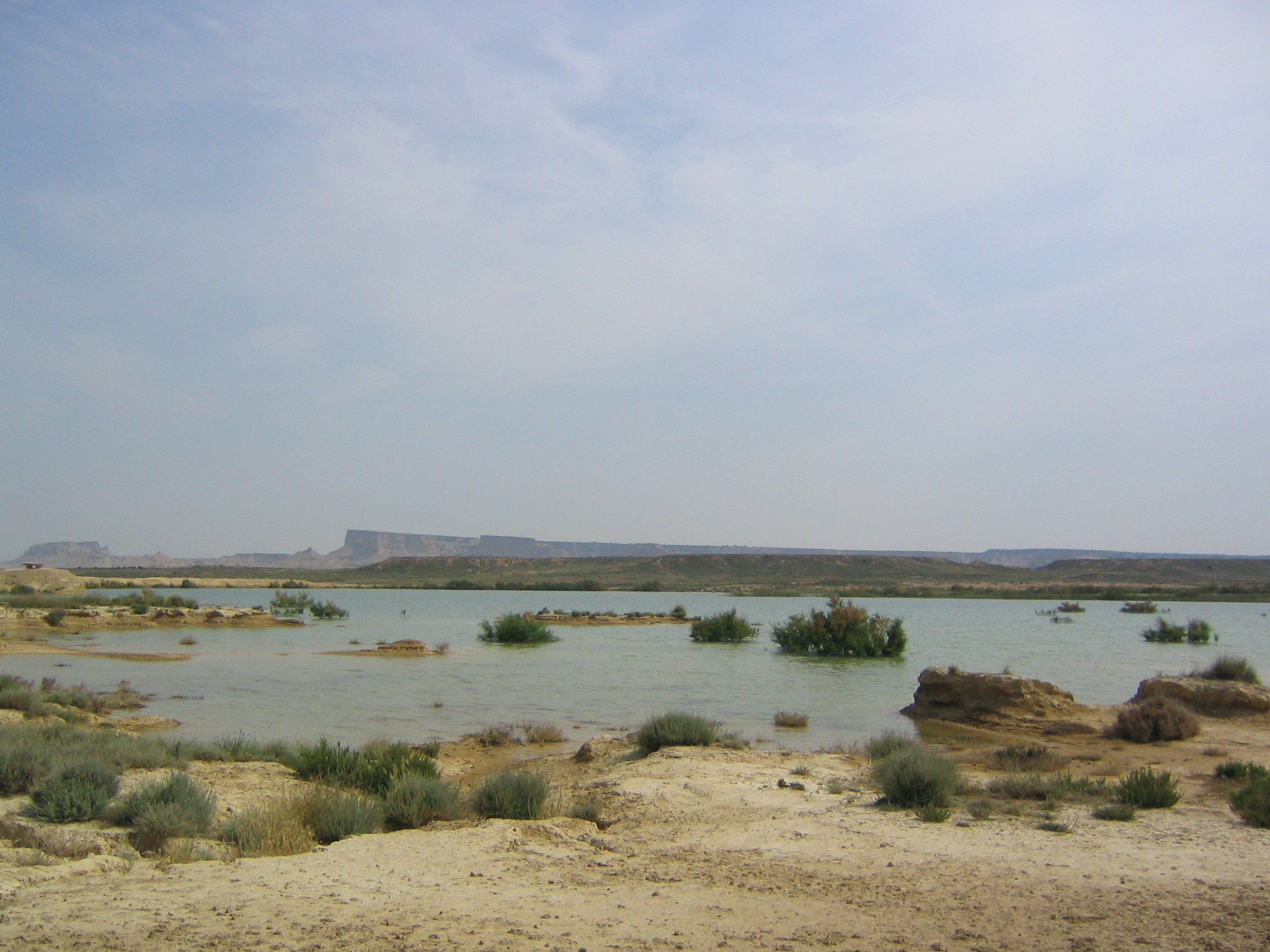
Balsa de Zapata

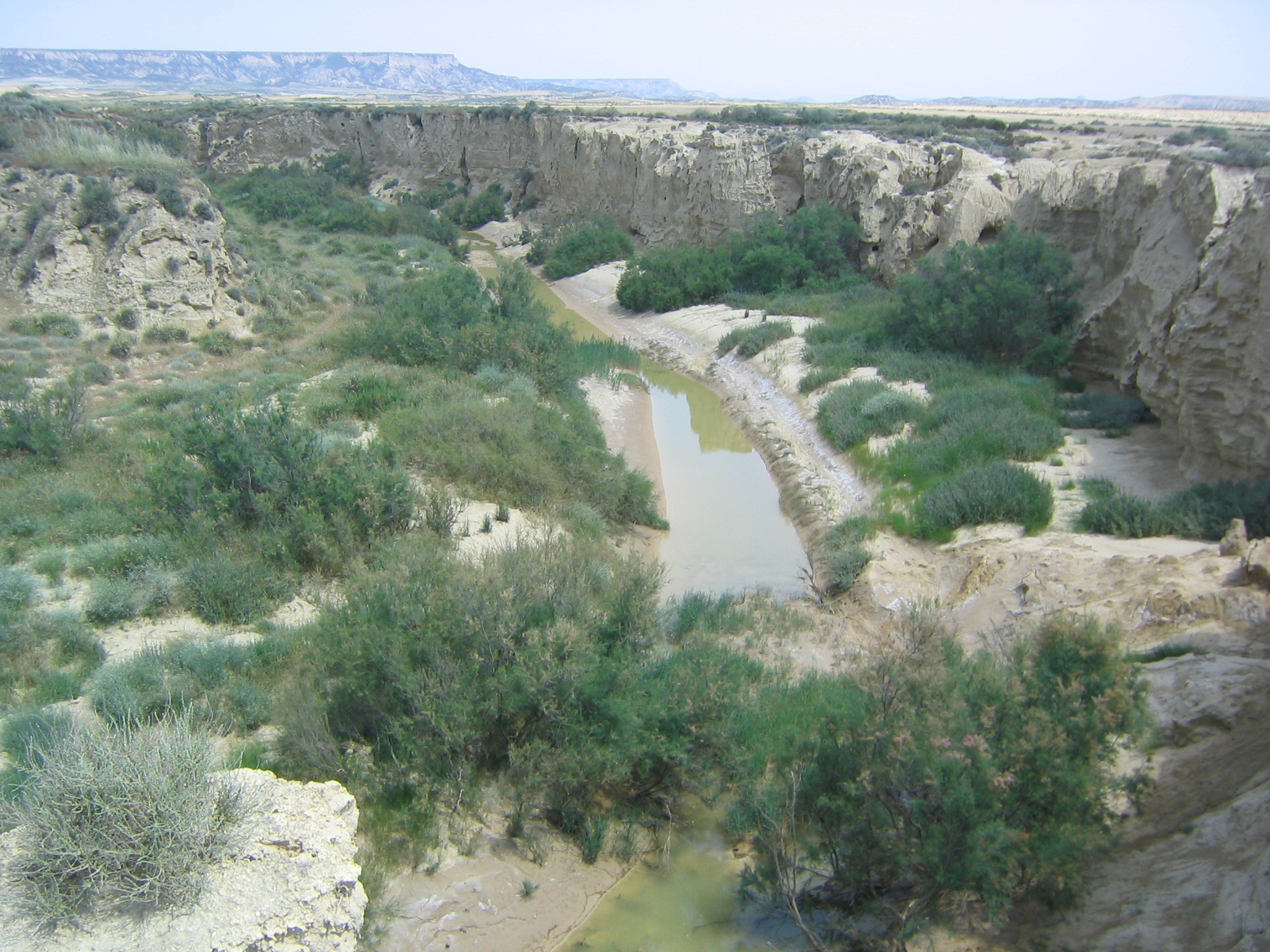
Barranco Grande

Os cursos de água são muito irregulares e intermitentes. A natureza do terreno faz com que estas ribeiras tenham escavado desfiladeiros profundos por onde correm. As chuvas escassas e torrenciais e a falta de aquíferos que possam regular o caudal, contribuem para que os cursos de água, que só transportam água quando chove, se afundem, formando uma rede labiríntica que corta as áreas planas. No leito dos cursos de água mais importantes formam-se lagoas ou charcos que geralmente têm água durante todo o ano.
As ribeiras (barrancos) mais importantes são:
- Barranco de Agua Salada, afluente do rio Aragão cuja bacia é a parte noroeste das Bardenas.
- Barranco de Limas ou Grande, afluente do Ebro e cuja bacia é quase toda Bardena Branca (265 km²) e tem 42 km de extensão. O seu caudal médio anual é 12 hm³.
- Barranco de Tudela, também afluente do Ebro, tem uma bacia de 105 km², 22 km de extensão e 7 m³ de caudal médio.

Existem algumas nascentes — Ferial, Agua Salada, Bandera e Gollizo — concentradas nas bordas do El Plano e alimentadas pelo aquífero formado por este planalto. Algumas delas são usadas como bebedouros. Há também algumas nascentes que estão secas durante parte do ano nas 
As ribeiras têm duas partes diferenciadas ou etapas. A primeira fase é caracterizada pelo declive das ribeiras secundárias e terciárias às quais se unem as ravinas de quarta ordem em ângulos muito agudos. As ribeiras tributárias nesta área são pequenas e retilíneas. Mais abaixo, à medida que o declive diminui, o leito torna-se mais sinuoso com evidências de transbordamentos. O desfiladeiro de Tudela é uma exceção a esta regra, pois o seu leito é mais retilíneo e as ligações entre desfiladeiros são em ângulo reto.
As características dos cursos de água de Bardenas tornam-nos inadequados para encher diretamente qualquer albufeira artificial devido à quantidade de sedimentos que carregam. Isso obriga a que os reservatórios sejam abastecidos por canais, pois se fossem abastecidos diretamente pelas ribeiras os reservatórios receberiam os materiais erodidos que são arrastados pelas ribeiras, o que comprometeria a estabilidade das margens. Foram construídas várias represas e lagoas artificias. A principal é a de Ferial, que é abastecida por água proveniente da barragem de Yesa, que se tornou uma atração turística. Esta barragem destina-se ao regadio das terras vizinhas das povoações de Valtierra e Caparroso e ao abstecimento de água potável a Valtierra e Aguedas. Outra represa importante é a de Cortinas.
As lagoas artificiais mais relevantes são as de Zapata e a de Cruceta, que também são abastecidas por valas. Os restantes pontos de água são de água de escoamento.

### Erosão
A paisagem das Bardenas é marcada pela erosão, a qual criou uma paisagem que é um dos seus principais atrativos. A própria natureza do terreno, os materiais macios como a argila e a gipsite, a característica torrencial da precipitação e cierzo, o vento característico típico do local que sopra no sentido noroeste-noroeste a velocidades entre 20 e 30 km/h, a intervenção humana com uma pressão muito grande sobre o terreno e a vegetação, com uma diminuição muito significativa do coberto vegetal são as principais causas da erosão. O impacto é muito grave em mais de um terço da superfície das Bardenas, que, em alguns locais, atinge 91,9 t/ha por ano.
Podem distinguir-se três tipos de paisagens, dependendo da incidência da erosão. Em El Plano a erosão é escassa, na Bardena Negra, onde se localiza a área com maior cobertura vegetal, a erosão é moderada, de carácter laminar e em sulcos paralelos. Na Bardena Branca a erosão é significativa. A estrutura deste terreno, com margas siltosas com paleocanais descontínuos de arenito, deu origem a um relevo característico muito marcante, sobre cujas superfícies planas se destacam os "cabeços" que se elevam com as suas encostas erodidas, a existência de alguns vestígios de um estrato de glacis [es] ou de algo mais resistente fez com que haja algumas superfícies sem erosão enquanto as bordas vão desaparecendo. Esse fenómeno é especialmente visível em Rallón e no Castildetierra. Na parte alta dos cabeços a erosão é laminar e nas encostas pode apreciar-se o efeito da insolação e sombra. Nas áreas ensolaradas há encostas mais acentuadas e erodidas onde as voçorocas (valas) formam badlands. Nas áreas de sombra há mais vegetação que diminui a erosão. Os materiais erodidos vão-se depositando no sopé dos cabeços formando, entre estes e o fundo do vale, encostas de acumulação com declive suave, que também sofrem erosão suave em lâmina.
Os fundos dos vales ocupam a maior parte da superfície das Bardenas. São constituídos por uma estrutura laminar formada pela acumulação de finas camadas de materiais siltosos que são atravessadas por ribeiros que correm em ravinas ramificadas. Estas ravinas são muito ativas em termos de erosão, avançando ano após ano. A maior erosão ocorre, segundo o Instituto Navarro do Solo, nas seguintes áreas: na Bardena Branca, a mais afetada, tem grande severidade em 683 dos seus 8 000 hectares onde se situam as badlannds que ocupam as transições entre os diferentes níveis e entre estes e as ribeiras. Estas são os elementos erosivos mais ativos; as ravinas onde correm aumentam em comprimento e largura à medida que a água vai derrubando as suas paredes. Ocorre o fenómeno de piping, que consite na criação de vários buracos verticais alinhados com a ravina e próximos dela, que crescem até se unirem e formarem uma nova ravina. Nas encostas, os níveis de danos causados pela erosão dependem da vegetação — em mais de 5 024 ha são muito elevados porque não há vegetação suficiente para os deter. Há 4 344 ha onde o solo já desapareceu e a erosão ocorre sobre o material geológico.

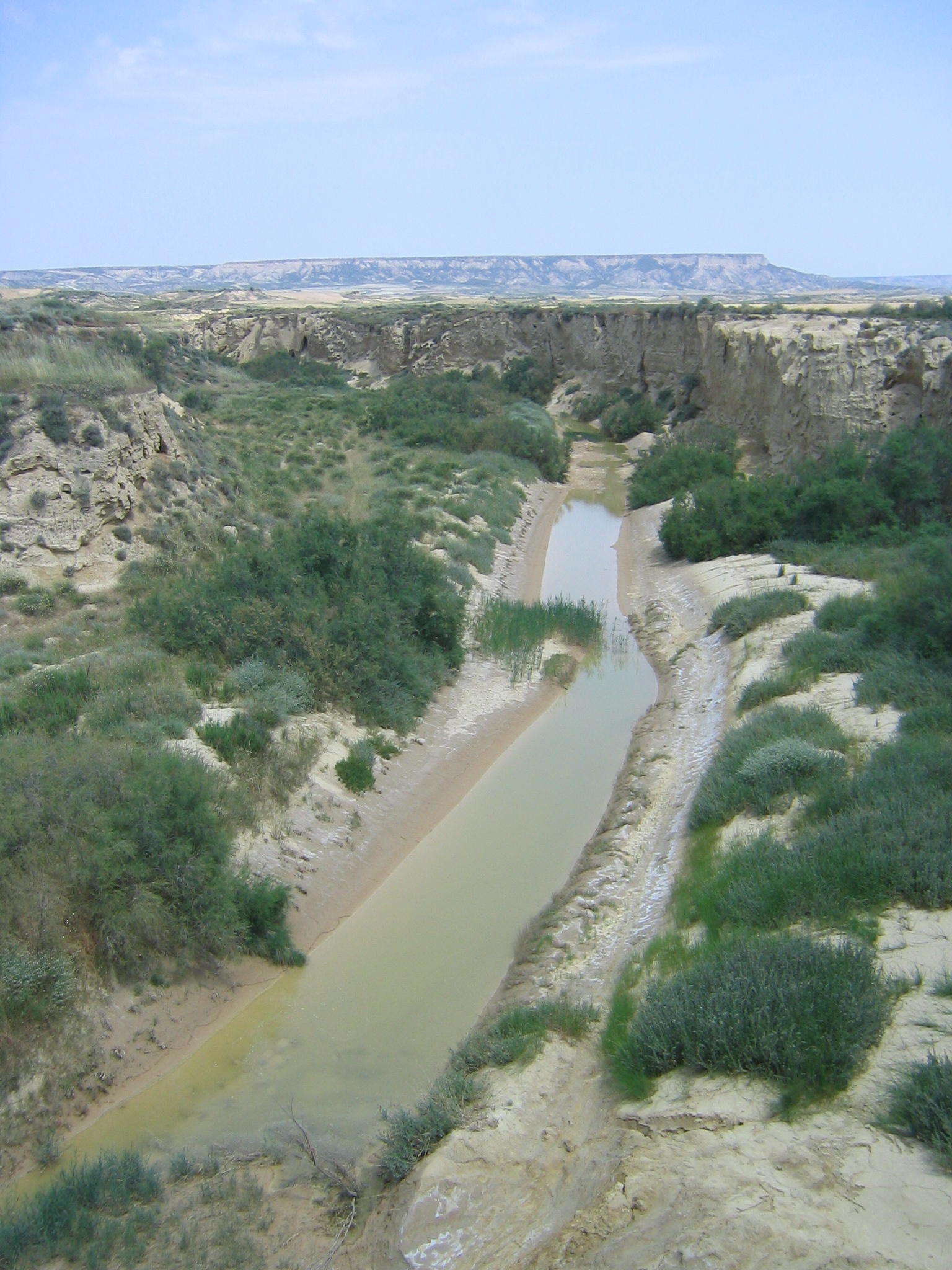
Um barranco
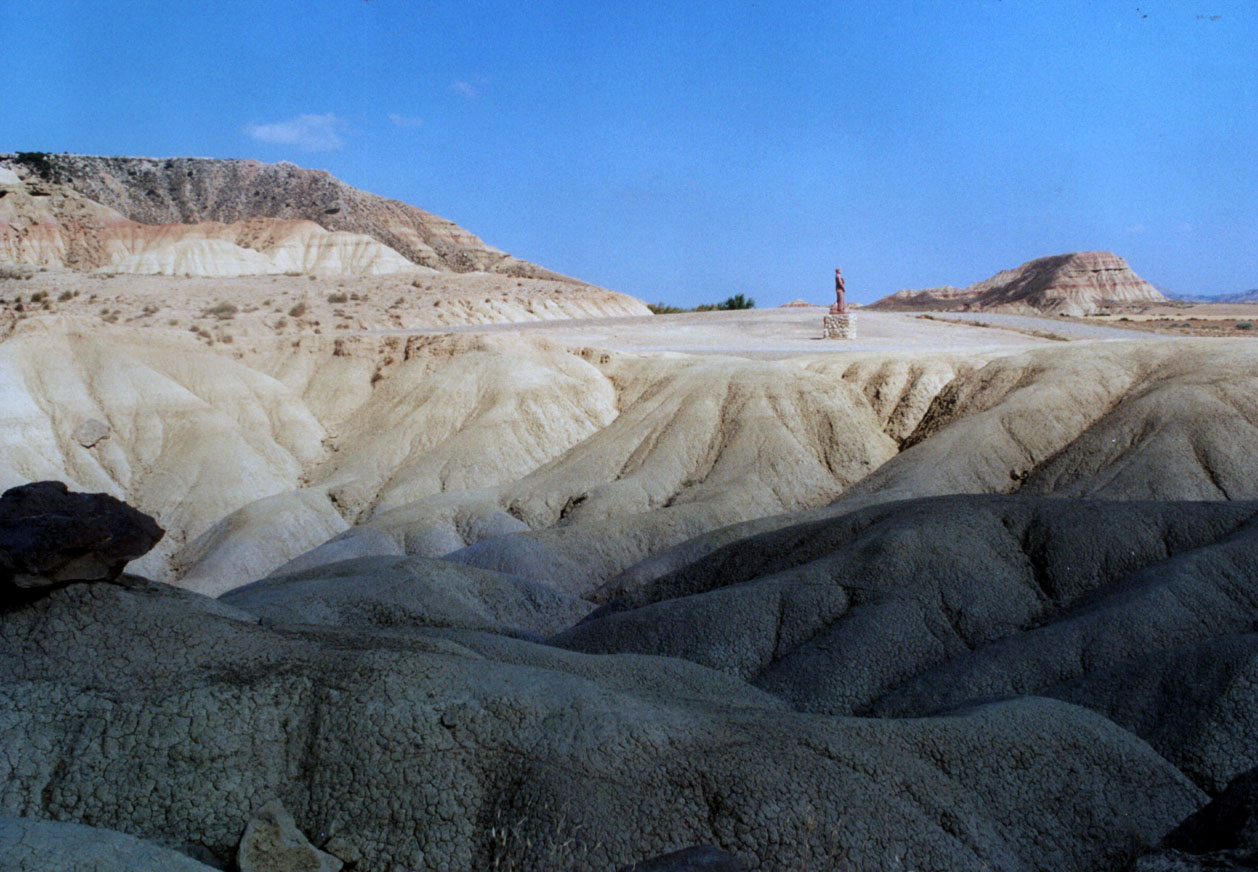
Paisagem erodida
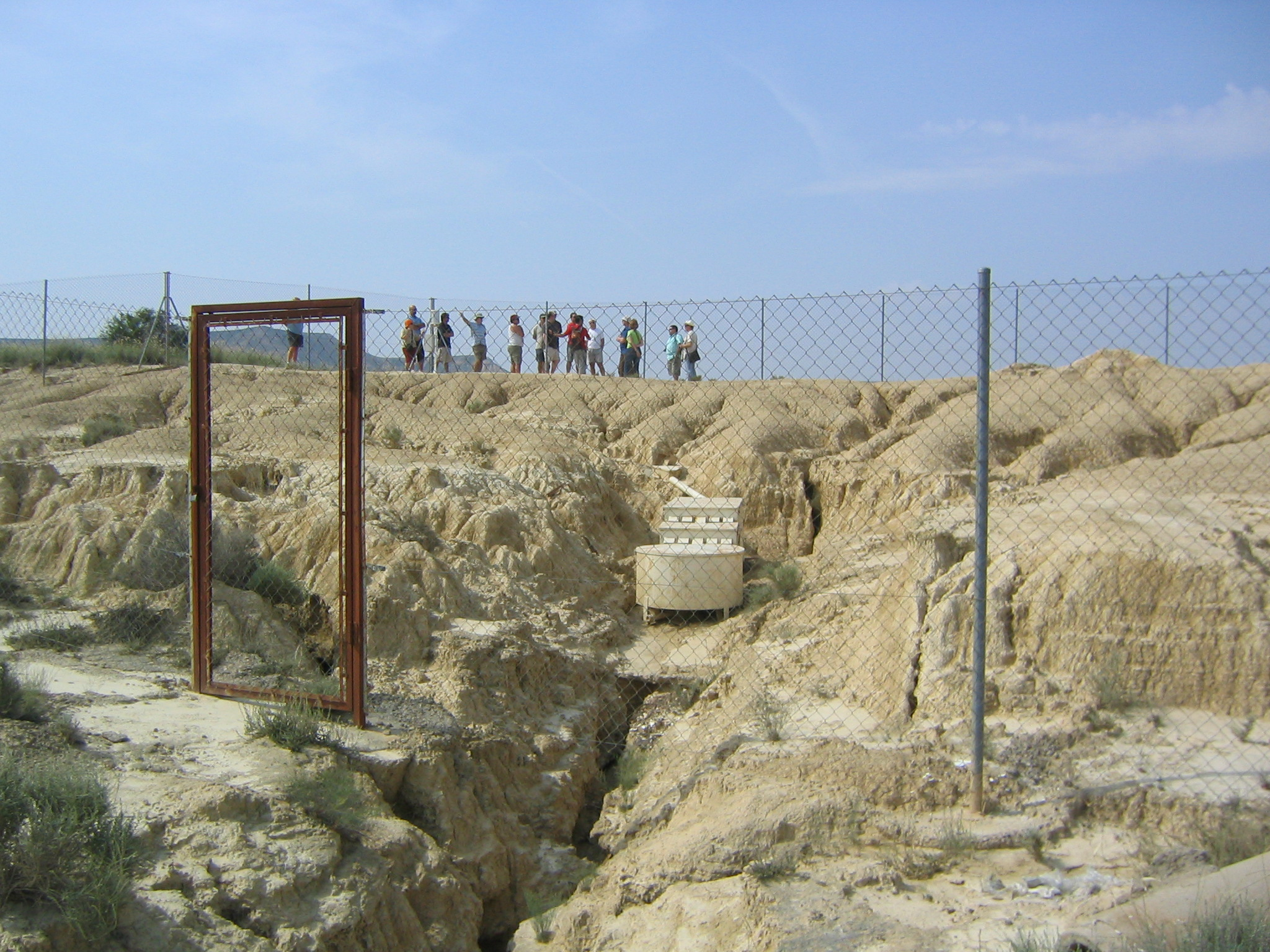
Medidor de erosão
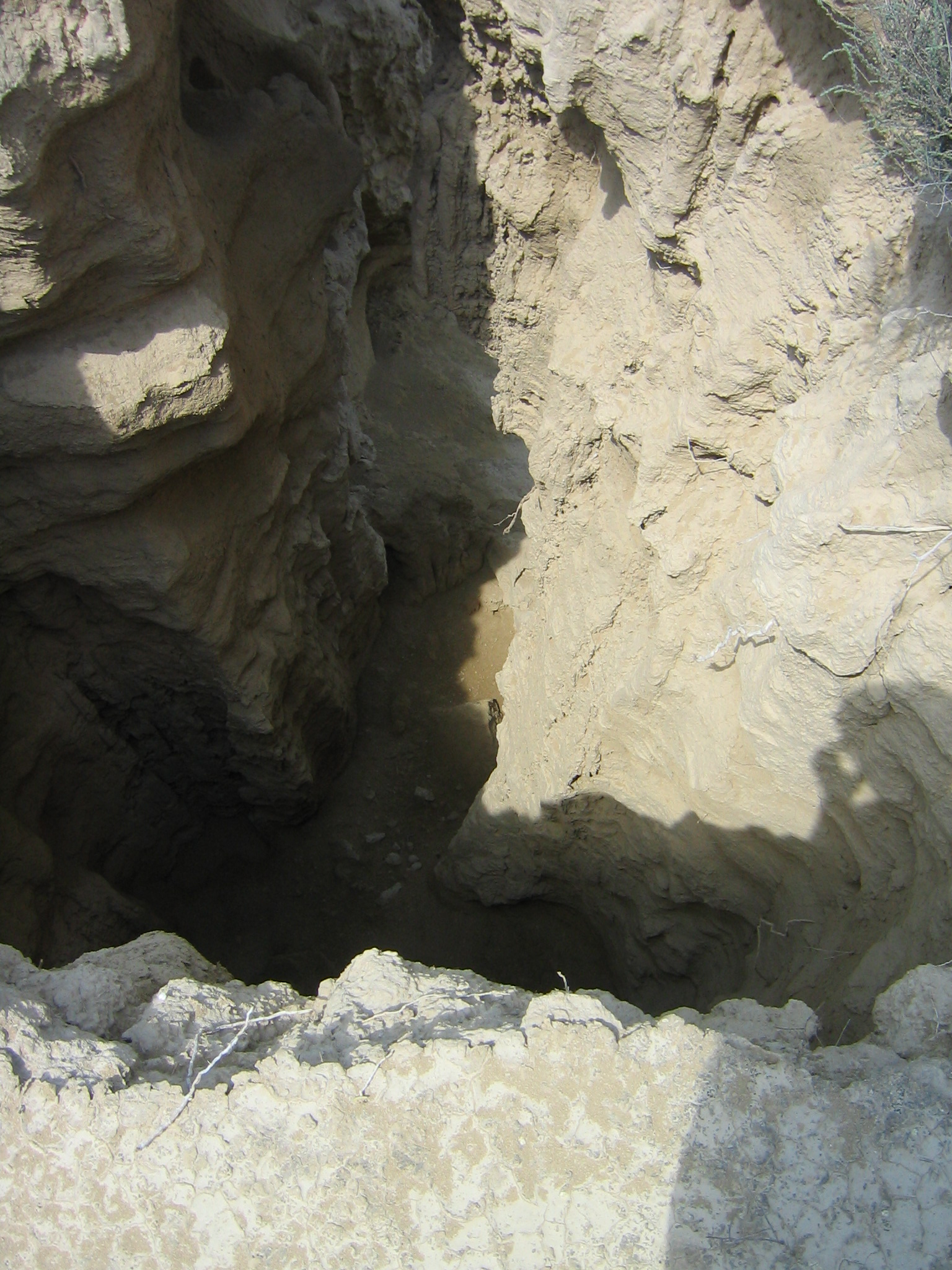
Formação e crescimento dum barranco

### Vegetação

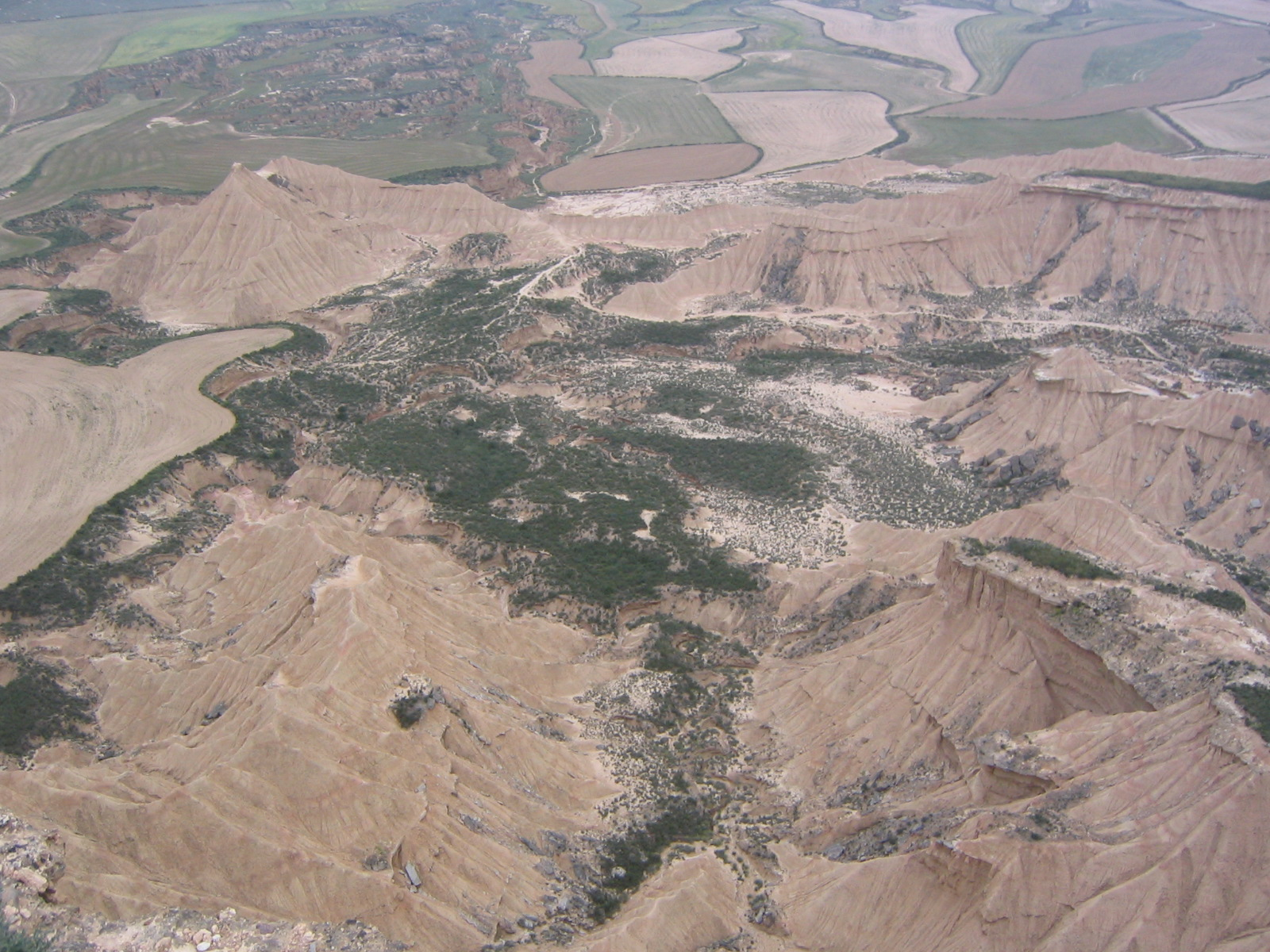

A situação dos Bardenas tem incentivado a atuação do homem no território para seu aproveitamento. A agricultura desenvolveu-se em todos os locais onde é viável e por isso há poucas áreas onde se mantém a vegetação nativa, nomeadamente nas encostas e áreas de difícil cultivo. A maior parte da massa florestal é representada por carrascais e pinhais. A localização, na grande unidade geomorfológica do vale do Ebro, proporciona um clima mediterrânico e uma grande aridez que condiciona a vegetação e a flora. A maior parte tem um carácter de estepe e mediterrânico onde predominam os elementos típicos do levante espanhol. A intervenção humana e o clima são os principais elementos que originaram a atual situação em termos de vegetação nas Bardenas. A cobertura vegetal vegetal é composta por vegetação silvestre (pastagens naturais, matagais e alguns bosques) e de origem antrópica (terrenos agrícolas e reflorestamento).
As diferentes Bardenas possuem vegetação distinta. A Bardena Negra tem bosques de carrascos, pinhais e bastante cultura cerealífera. A Bardena Branca tem grandes superfícies nuas e a sua vegetação é quase inexistente. No conjunto de El Plano e das descidas em direção ao Vedado de Eguaras e à Bardena Alta a cobertura vegetal é composta pelos campos de cereais de El Plano e por matagais de carrascos, alecrim (Salvia Rosmarinus) e ontina (Artemisia herba-alba) nas encostas. A variedade de espécies é ampla e adaptada às circunstâncias. Muitas são sazonais e aproveitam as chuvas; outras possuem caules carnudos que acumulam água.

### Fauna
Os diferentes ecossistemas presentes nas Bardenas Reales abrigam uma rica fauna, na qual se destacam as aves. Só as aves que nidificam nas Bardenas ultrapassam as cem espécies. As comunidades de aves de rapina e das estepes da região estão entre as mais ricas de todo o continente europeu.
As aves de rapina são representadas por 24 espécies, das quais 20 se reproduzem na área. Distinguem-se três grupos, dependendo do local onde nidificam e da utilização do habitat:

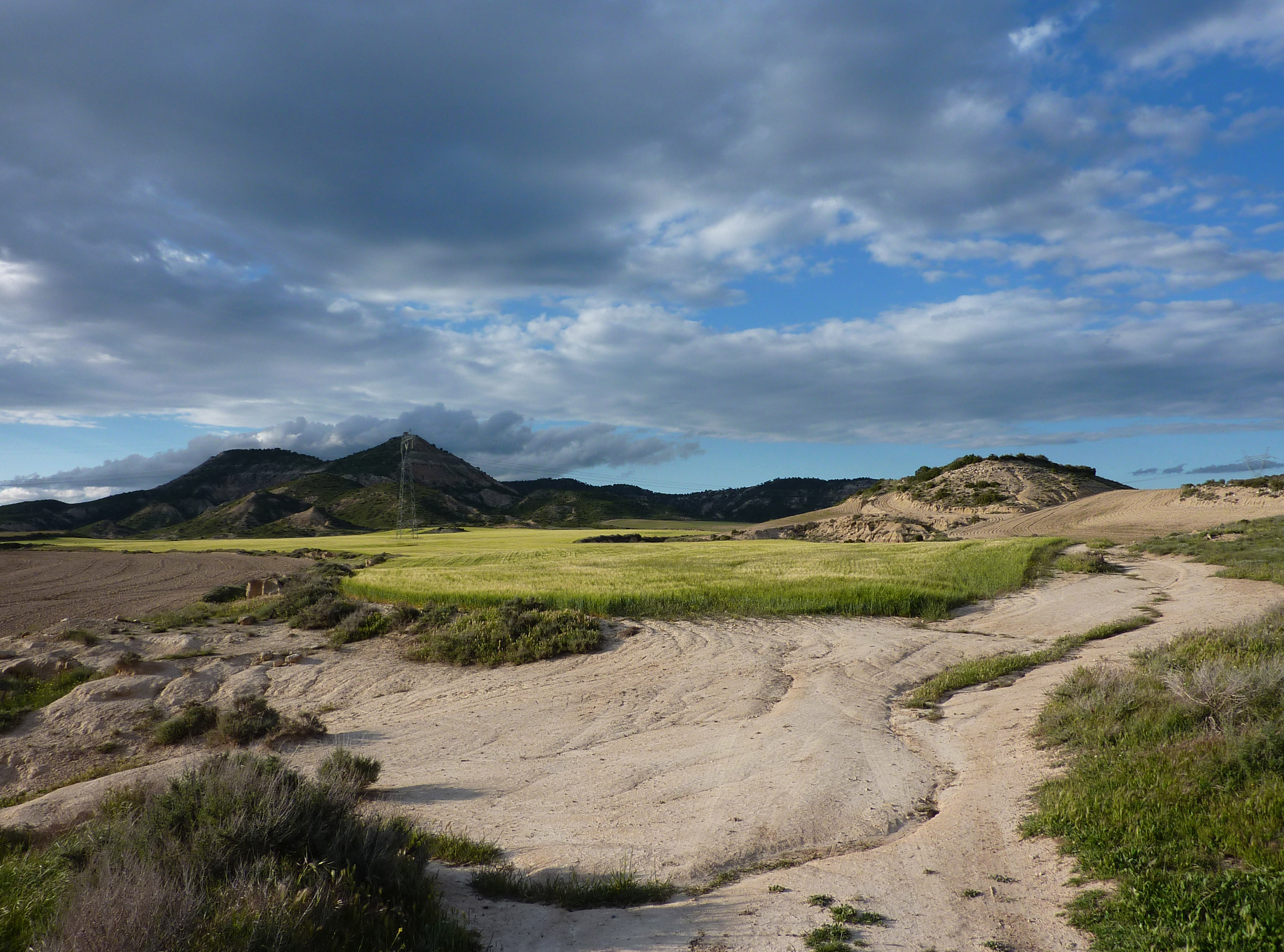

- Rapaces florestais – 10 espécies, 5 delas migratórias
- Rapaces rupícolas – 8 espécies, todas migratórias
- Rapaces estepárias – 6 espécies

As aves estepárias são representadas por uma colónia muito diversificada, entre as quais se destacam as seguintes: a abetarda, quase extinta; sisão, nas Bardenas há cerca de 20 casais; alcaravão, muito abundante; calhandra-de-dupont, existem cerca de 250 casais; calhandrinha-das-marismas; laverca; chasco-cinzento; cotovia-montesina, Toutinegra-tomilheira, chasco-ruivo, calhandrinha-comum, petinha-dos-campos e chasco-preto. Há ainda uma reserva de bufo-real no Rincón del Bú.
Há registo de 11 espécies de répteis, embora possa haver 13, entre os quais se encontra uma o cágado-mediterrânico, o sardão, a lagartixa-ibérica, lagartixa-do-mato, a lagartixa-do-mato-ibérica e a cobra-de-pernas-tridáctila. Nos ofídios destacam-se a cobra-de-escada, cobra-bordalesa, cobra-rateira e a cobra-de-água-viperina.
Há pelo menos 8 espécies de anfíbios: tritão-marmoreado, tritão-palmado, sapo-comum, sapo-corredor, sapo-de-unha-negra, sapinho-de-verrugas-verdes, Discoglossus jeanneae e rã-verde.
Nos peixes destacam-se a truta, o pimpão, a tenca, o achigã, a enguia, Parachondrostoma toxostoma e barbo-de-Graells (Luciobarbus graellsii). Só os três últimos são autóctones. Há duas espécies de lagostins (Astacus astacus e Pacifastacus leniusculus) e 12  de caracóis.

## Parque natural e reserva da biosfera

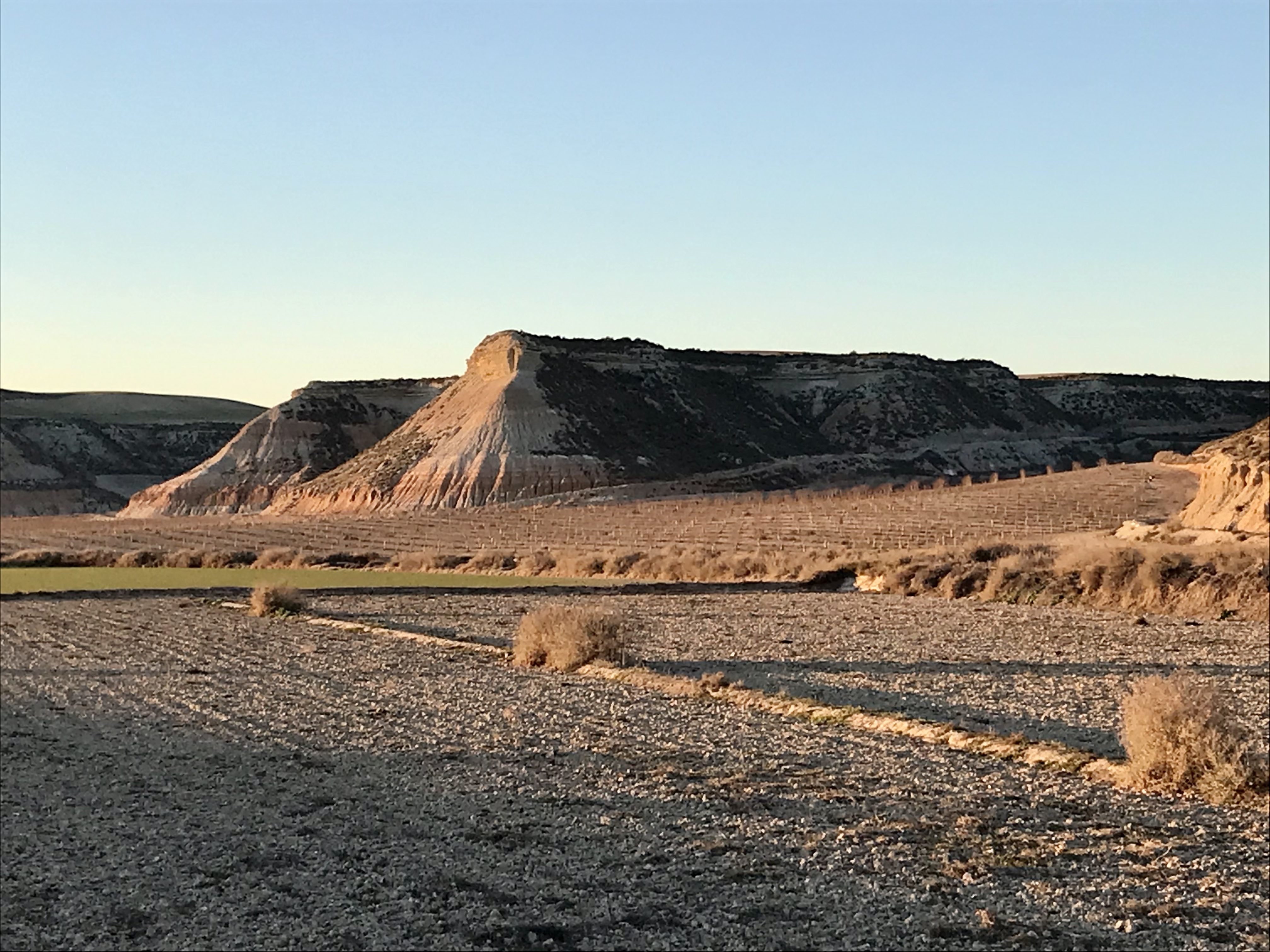
Torre de Leoz

Em 1987 foi aprovada a Lei Provincial 6/1987, que iniciou a criação da Rede de Espaços Naturais de Navarra, na qual estão incluídas as Bardenas Reales. Em 6 de abril de 1999, as Bardenas Reales foram declaradas parque natural por lei Foral 10/1999, aprovada pelo Parlamento Foral de Navarra. Estão excluídas de toda a sua extensão as seguintes áreas: Hondo de Espartosa, com 272 ha; Bandera, com 43 ha; Cinco Villas, com 13 hectares e o Campo de Tiro, com 2 244 ha.
A motivação da criação do parque natural são as características especiais das Bardenas e a singularidade da sua paisagem, ecossistemas e riqueza natural, mesmo quando a intervenção humana é muito elevada. O parque natural é regido pelo Plano de Ordenamento dos Recursos Naturais de Bardenas, o denominado PORN.
Os fins que justificam a declaração de Bardenas Reales como parque natural são os seguintes:
Conservação e proteção dos valores da área.
- Gestão de recursos e da sua exploração.
- Manutenção e gestão de florestas e serras pelas "Entidades Tradicionais", com primazia do interesse público.
- Divulgação do conhecimento da natureza e da necessidade de sua preservação.
- Desenvolvimento harmonioso e integrado com a área dos núcleos populacionais próximos.
- Planeamento e controlo de atividades recreativas e sua integração no meio ambiente.

Os importantes habitats de aves existentes nas Bardenas deram origem, seguindo a diretiva europeia, à criação de várias zonas de proteção especial, as chamadas ZPE. Foram criadas duas ZPE, uma formada pelo Plano e pela Bardena Branca Alta e outra pelo Rincón del Bú, La Nasa e Tripa Azul.

### Zonas de proteção

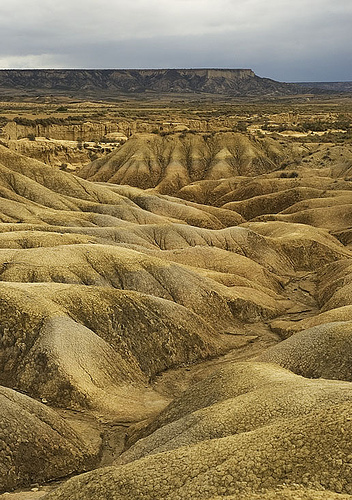

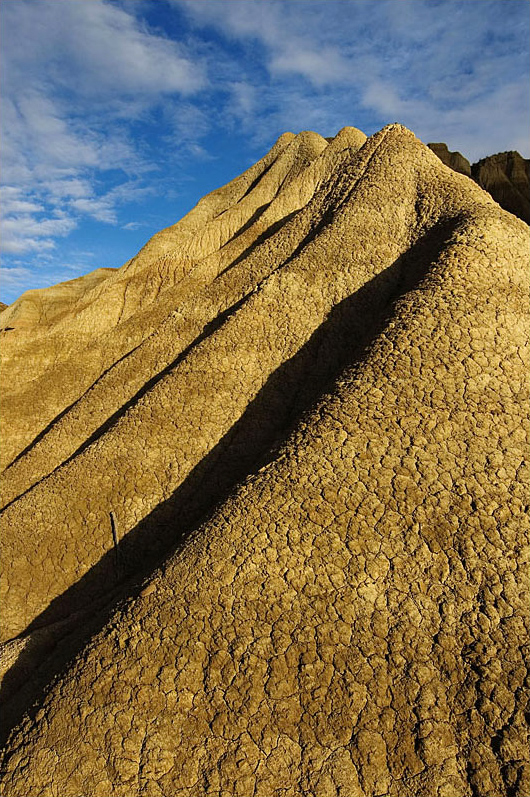

O parque natural está estruturado em diversas zonas de proteção resultantes dum estudo dos seus elementos naturais e dos diferentes usos e explorações que nele ocorrem. Foram criadas nove zonas com base em diferentes objetivos, critérios orientadores e tratamentos regulatórios. Essas áreas são as seguintes:
Área de reserva natural
A área da Reserva Natural é composta pelo Rincón del Bú, sinalizado como RN-36, e pelas Caídas de la Negra, sinalizado como RN-37. Estas áreas foram declaradas reserva natural pela Lei Foral 6/1987 e o seu conjunto abrange 1 917 ha (4,6% da área total), 460 ha no Rincón del Bú e 1 470 ha nas Caídas de la Negra. Embora não esteja legalmente incluído nas áreas de reserva natural das Bardenas por ser do município de Valtierra, o Vedado de Eguarás, também é uma reserva natural, sinalizada como RN-31.
A reserva natural da Caída de la Negra estende-se ao longo das encostas da Plana de la Negra. A vegetação mais relevante é composta por pinhais e matas densas de carrascos. Também existe uma área dedicada a agricultura de sequeiro. A sua fauna é típica dos ecossistemas mediterrânicos. A altitude varia entre 370 e 640 m.
O Rincón del Bú, localizado na extremidade sul da Bardena Branca e tem especial relevância pela riqueza de aves de rapina, especialmente o bufo-real.
Zona de proteção periférica de reserva natural
Os terrenos envolventes das reservas naturais constituem as zonas periféricas de protecção, onde há aproveitamento tradicional baseado na agricultura de sequeiro, na exploração pecuária e na caça. A superfície destas áreas totaliza 1 074 ha (2,6% do total) e é composta por 257 ha no Rincón del Bú, 660 ha nas Caídas de la Negra e 157 ha no Vedado de Eguarás.
Zonas de exploração agrícola extensiva
São constituída por terrenos destinados a culturas agrícolas de sequeiro e pastagens em pousio e restolho. Estão distribuídos por todas as Bardenas.
Zonas agrícolas extensivas especiais
São áreas que, embora sejam de exploração agrícola, estão em zonas de proteção especial para aves (ZPE). São constituídos por parcelas de sequeiro que, tal como nas zonas de exploração agrícola extensiva, são utilizadas para pastagem do gado nos períodos de não produção. Devido à sua singularidade ambiental, precisam ser preservadas de outros usos.
Zonas agrícolas intensivas
São áreas dedicadas a agricultura de regadio. Representam 1 460 ha (3,5% do total das Bardenas) e estão situam-se nos seguintes espaços: Val del Rey (6 ha), Landazuría (510 ha), Barranco de Água Salada (220 ha), Espartosa, (273 ha),  Bardenilla (53 ha), imediações do Canal de Tauste (136 ha) e cojunto da Cruceta, Belcho e Raso de Javielo (262 ha).
Zonas florestais e de pecuária
São áreas cobertas por vegetação natural ou desprovidas dela. Estão distribuídas de forma heterogénea pelas Bardenas e ocupam uma área de 17 287 ha (41,3% do total).
Zonas de usos especiais
Estas zonas estão excluídas da demarcação do parque natural por não terem relevância significativa. São terras de uso agrícola e pecuário que ocupam uma área de 328 ha (0,8% do total). São compostas pelas seguintes áreas: Hondo de Espartosa (272 ha), Bandera (43 ha) e Cinco Villas (13 ha).
Zona de condicionamento turístico e recreativo
É composta por terrenos de uso agrícola que foram destinados à criação de infraestruturas para serviços turísticos e recreativos. Situa-se na barragem de El Ferial e tem 5 ha (0,01% da área total).
Zona de uso militar
Composta pelo campo de tiro da Força Aérea Espanhola, as suas instalações e a lagoa de Zapata. Está excluída do parque natural e destina-se à prática de exercícios de tiro aéreo. Tem 2 244 ha (5,4% do total) e ocasionalmente as extremidades são utilizadas para uso pecuário.

### Paisagens

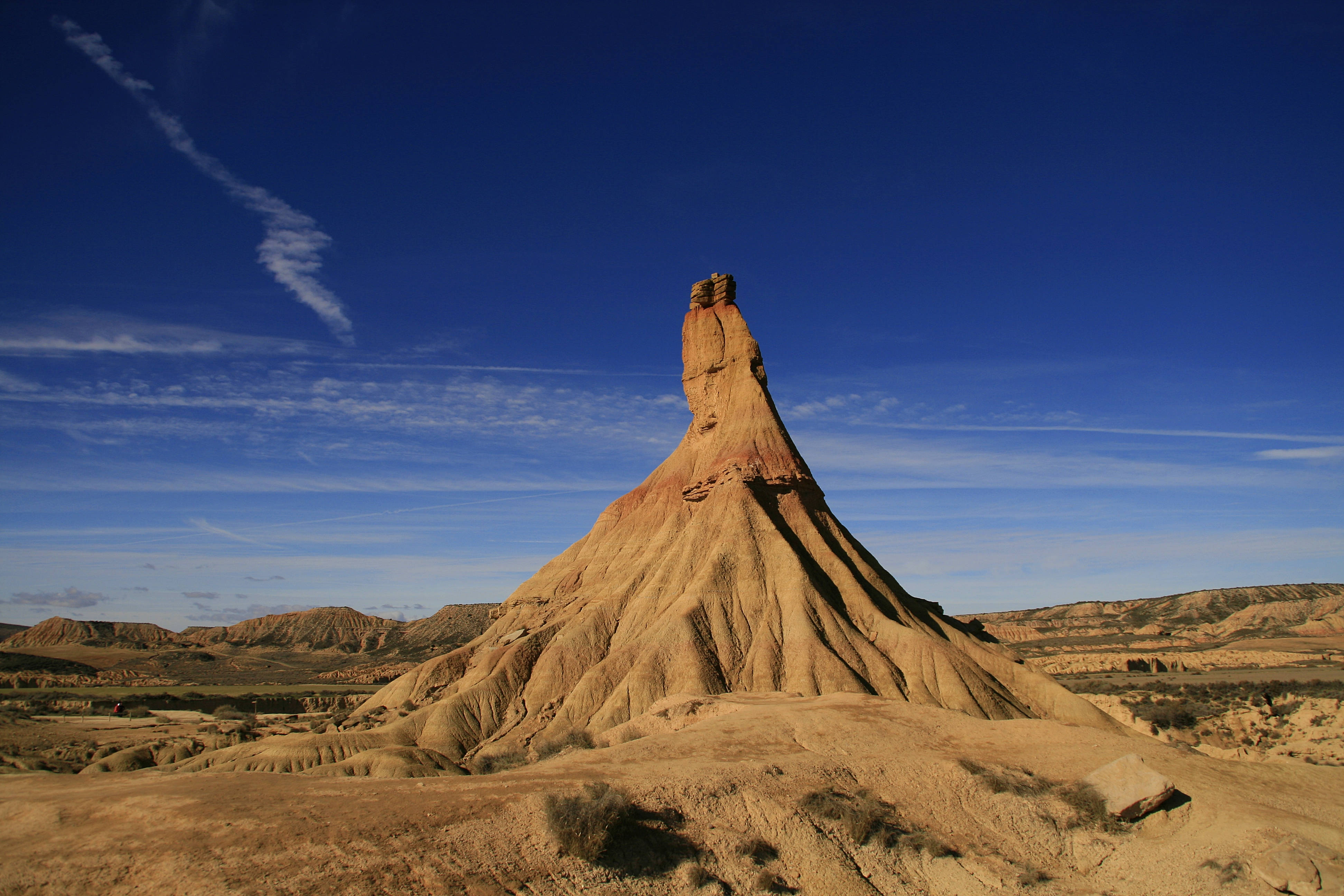
Castildetierra

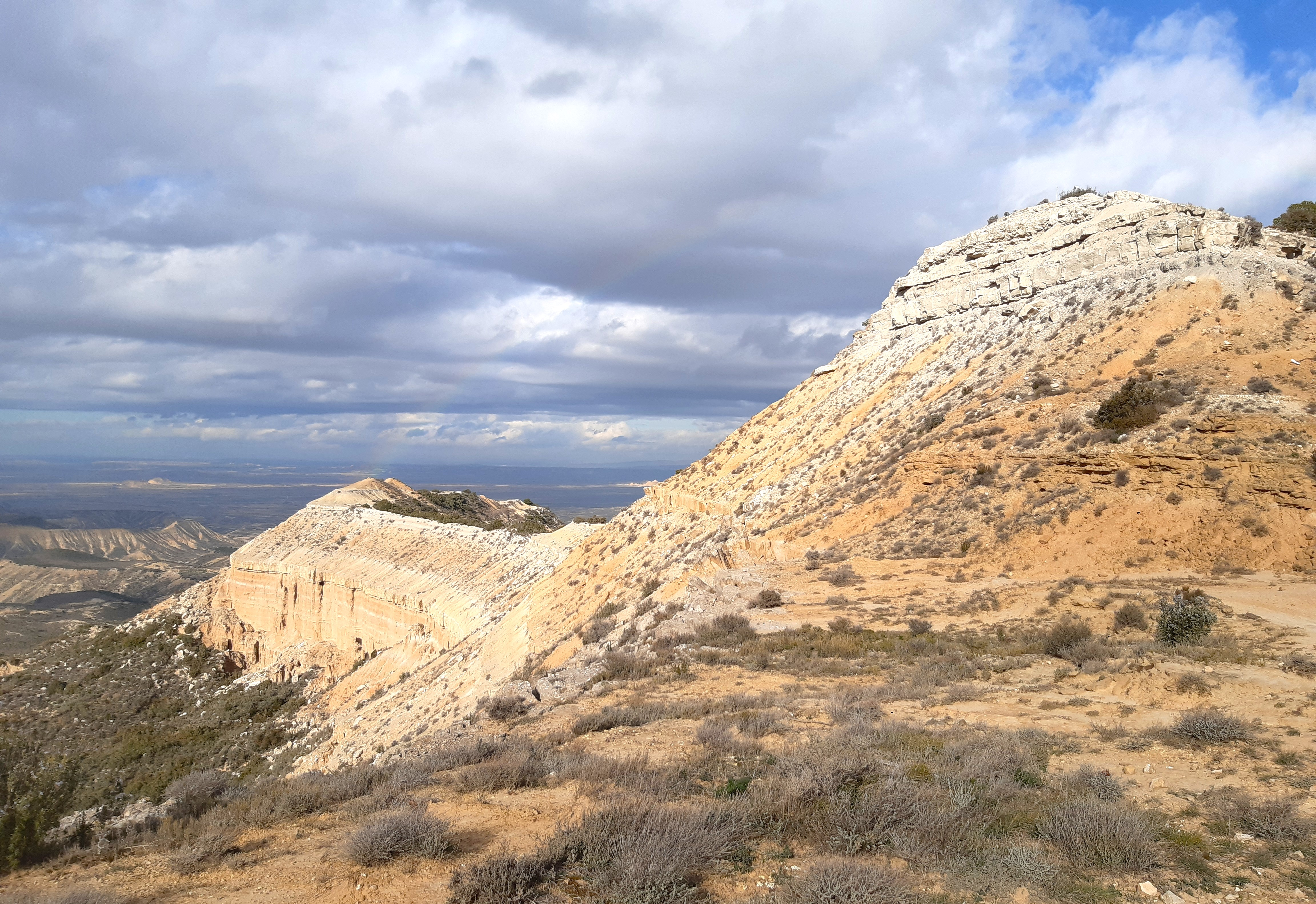
Bardena Negra

Entre as diversas riquezas do parque, a paisagem é uma das mais relevantes. Um dos locais emblemáticos das Bardenas é o Castildetierra, uma chaminé de fada que se destaca na paisagem árida da região. Embora não seja considerado monumento natural, , cumpre integralmente a Lei Foral de Navarra que regula essa classificação por ser uma "formação geológica única em Navarra, singular e de especial interesse pelos seus valores paisagísticos e educativos, servindo de modelo para explicar e fundamentar os elevados processos erosivos existentes em Bardenas". Estima-se que em condições meteorológicas normais, o Castildetierra exista durante mais cerca de quarenta anos.
Além do Castildetierra, há outros locais que têm especial relevância. Os cabeços e falésias são os elementos paisagísticos mais marcantes de todo o parque natural. Encontram-se em todas as Bardenas exceto no El Plano, mas destacam-se especialmente na Bardena Branca. Os cabeços mais importantes são Chirimendía, Alto de las Cañas, Punta del Cuervo, Puy Águila e La Gorra. Outras zonas de cabeços e falésias relevantes são as seguintes:
- Bardena Branca Alta — Cornialto e La Estroza, na Bardena Branca Alta
- Bardena Branca Baixa — Pisquerra, Angarillones, Rallón, Sanchicorrota, La Junta, Tres Hermanos, Cortinas, Mesalobar e La Ralla
- Entre a Bardena Branca e a Bardena Negra — Portal, Chimorra, Cabezo Hermoso, La Nasa, Tres Montes, Cabezo Gancho, San Antón e Monte Olivete
- Bardena Negra — Rincón del Bú, Balcón de Pilatos, El Aguilar e El Fraile

Além do interesse paisagístico, estes elementos são importantes em termos ecológicos, pois são um biótopo usados para nidificação por muitas espécies de aves, sobretudo rapaces.
As ravinas são outro dos elementos relevantes da paisagem das Bardenas. São grandes sulcos escavados pelas águas de escoamento que formam uma extensa rede ao longo da região. Constituem o elemento de drenagem natural, são um refúgio para muitas espécies e abrigam um grande número de biótopos. Têm uma biodiversidade muito elevada e neles podemos encontrar desde ecossistemas aquáticos com vegetação palustre, muitas vezes halófilas, até esparto, alecrim, Artemisia herba-alba e giesta.
À exceção do El Plano, onde não há ravinas relevantes, este tipo de elemento paisagístico encontra-se em todas as áreas das Bardenas. As ravinas mais relevantes são as seguintes:
- Em Landazuría e Espartosa — Agua Salada
- Na Bardena Branca — ribeira Grande ou Limas, a mais importante do parque, e os seus afluentes Las Cavernas, Bodegas, Morico Judío, Águila e Caldero; Vedado, Cortinas, Andarraguía, Valfondo, El Bú e Tripa Azul.
- Na Bardena Negra — ribeira de Tudela e os seus afluentes Val de Santa Catalina, La Tejera, Alfarillo e La Junquilla.
- A sul da Bardena Negra — Valdenovillas, Torres de Leoz e Modorra.

## Presença e ação humana

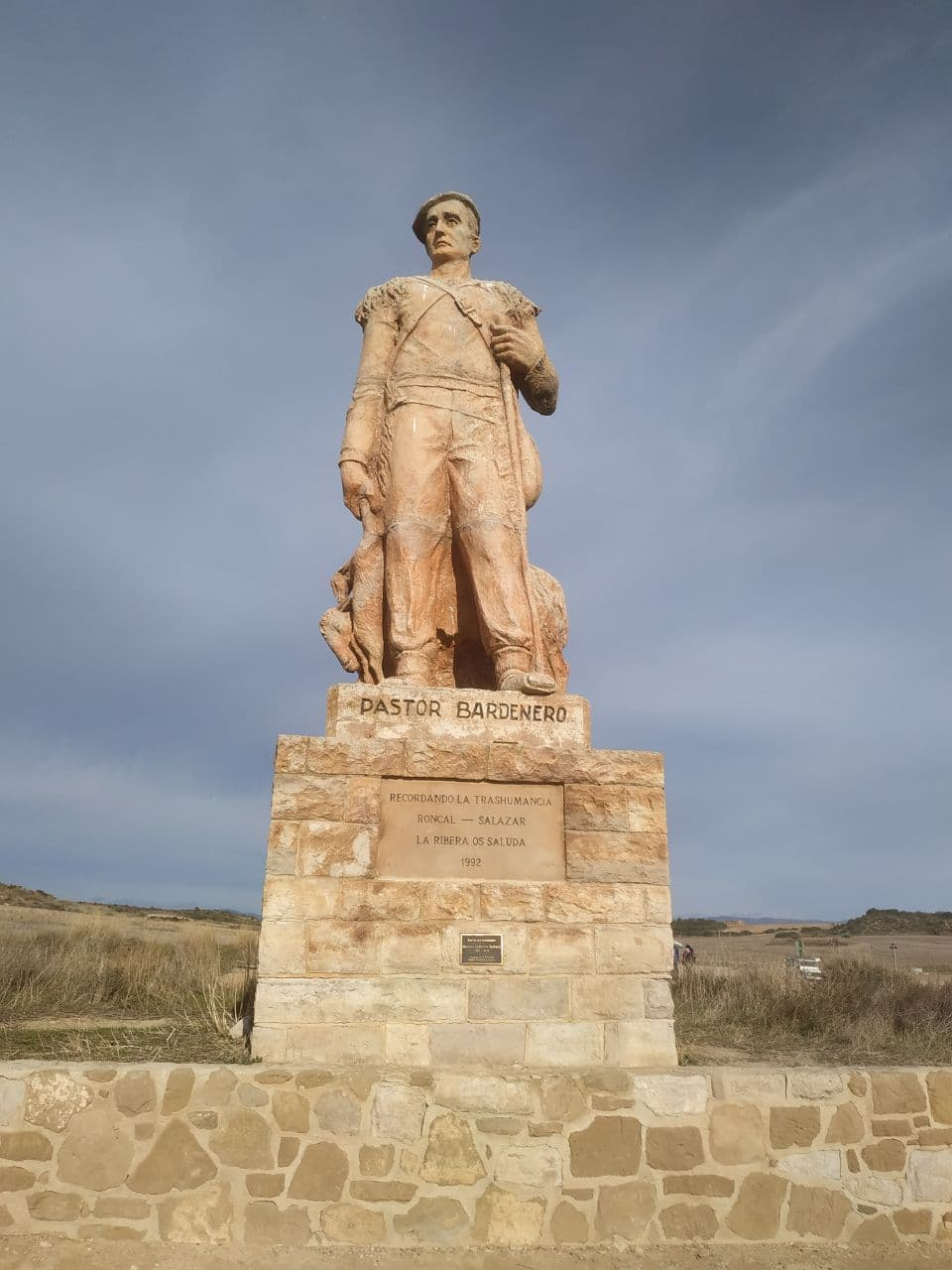
Monumento ao pastor bardenero

As Bardenas tiveram e têm uma relação única com o homem. Ali se desenvolveram diferentes atividades que têm acompanhado o ser humano desde a Pré-história. Dessas atividades destacam-se as seguintes:
- Pastoreio, que é complementada pela transumância nos vales dos Pirenéus.
- Cultivo do solo, inicialmente em sequeiro e, desde a década de 1960, também de regadio, com a as águas dos Pirenéus da barragem de Yesa.
- Lenhadores e carvoeiros — estas atividades são parcialmente responsáveis pela redução da cobertura vegetal de certas partes a matagal rasteiro e odorífero e até mesmo a uma clareira desértica.
- Caçadores, dedicados a todos os tipos de caça e muitas vezes à caça furtiva.
- Colecionadores, que se dedicam a explorar o terreno e as florestas em busca de produtos úteis que a natureza oferece: ervas com propriedades curativas, alimentos, materiais de construção, etc.
- Bandidos, refugiados no terreno inóspito da Bardena Branca, vivendo à margem da lei.

Às atividades tradicionais que se praticavam nas Bardenas juntaram-se os derivados das possibilidades modernas — o turismo e o desporto têm atraído às terras das Bardenas muitos homens e mulheres que ali passam tempo de lazer e praticam atividades desportivas. Outra presença humana na região são os militares do destacamento que guarda o campo de tiro aéreo.

### História

#### Pré-histórica e Antiguidade
Em 1994, os arqueólogos Jesús Sesma e María Luisa García catalogaram 267 sítios arqueológico nas Bardenas, "dos quais 129 foram ocupados no período proto-histórico e 56 no período histórico" centrando a sua atenção "na Idade do Bronze e na época romana porque são os mais relevantes em achados." A esta abundância de sítios das idades do Bronze e do Ferro, soma-se uma continuidade na época romana, da qual há 41 sítios. Esta descoberta vai contra as teses da historiografia tradicional, a qual considera que a região tinha sido desabitada. Durante a época romana o vale do Ebro foi um dos principais eixos de comunicação na Península Ibérica e as Bardenas situavam-se entre duas cidades importantes — César Augusta (atual Saragoça) e Pompaelo (atual Pamplona).
Nos levantamentos arqueológicos da zona foram encontrados vários vestígios romanos num total de 41 sítios de todo o período imperial. Os caminhos de transumância são sucessores das estradas romanas, o que foi afirmado, primeiro em 1928 por Julio Altadill e posteriormente por vários estudiosos do tema. O itinerario de Summo Pyrenaeo a Cascante, nome proposto por Altadill da estrada romana, atravessa a atual Navarra de norte a sul na sua parte oriental.

#### Idade Média
A partir do século IX, as Bardenas tornaram-se a fronteira entre os reinos cristãos e os domínios muçulmanos. A criação do Reino de Pamplona (depois chamado de Navarra) e a guerra de conquista dos reinos muçulmanos, a Reconquista, foram moldando o facto de os territórios das Bardenas permanecerem na posse real e o seu usufruto ser concedido a várias entidades. 
A ajuda nas batalhas por parte dos habitantes dos vales dos Pirenéus foi compensada com a cessão para pastagem dos rebanhos de ovelhas no inverno, das planícies das Bardenas aos pastores dos vales de Roncal e de Salazar. Este privilégio foi concedido aos habitantes do vale de Roncal pelo rei Garcia Íñiguez de Pamplona em 882, como recompensa pela ajuda na luta contra os muçulmanos. Esta é uma prova fidedigna de que nessa altura o território dos Bardenas já estava configurado e delimitado e que já era património real.
O Vale de Roncal foi o primeiro congozante das Bardenas; seguiram-se outros, mas com privilégios e motivos diferentes. Alguns estavam autorizados a realizar trabalhos agrícolas e pecuários, outros a aproveitar a lenha. As motivações das concessões da coroa iam desde a recompensa por favores e serviços prestados até ao incentivo à fixação de novos colonos para repovoar as terras recém-conquistadas. Em relação à presença de povoados, além dos ligados ao sistema de fortalezas, torres de vigia e castelos, foram registados pelo menos 15 sítios arqueológicos.

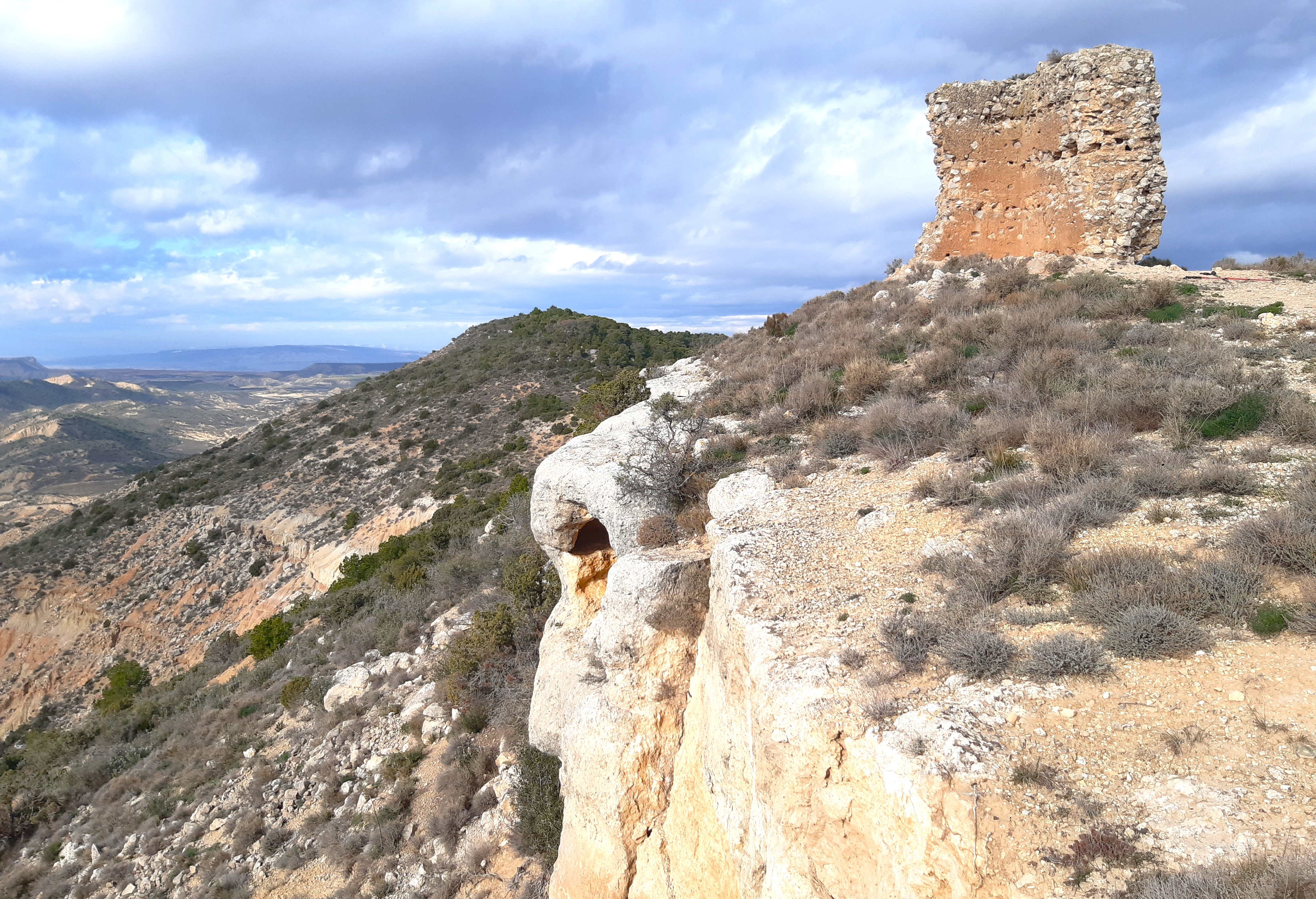
Castelo da Estaca, na Bardena Negra
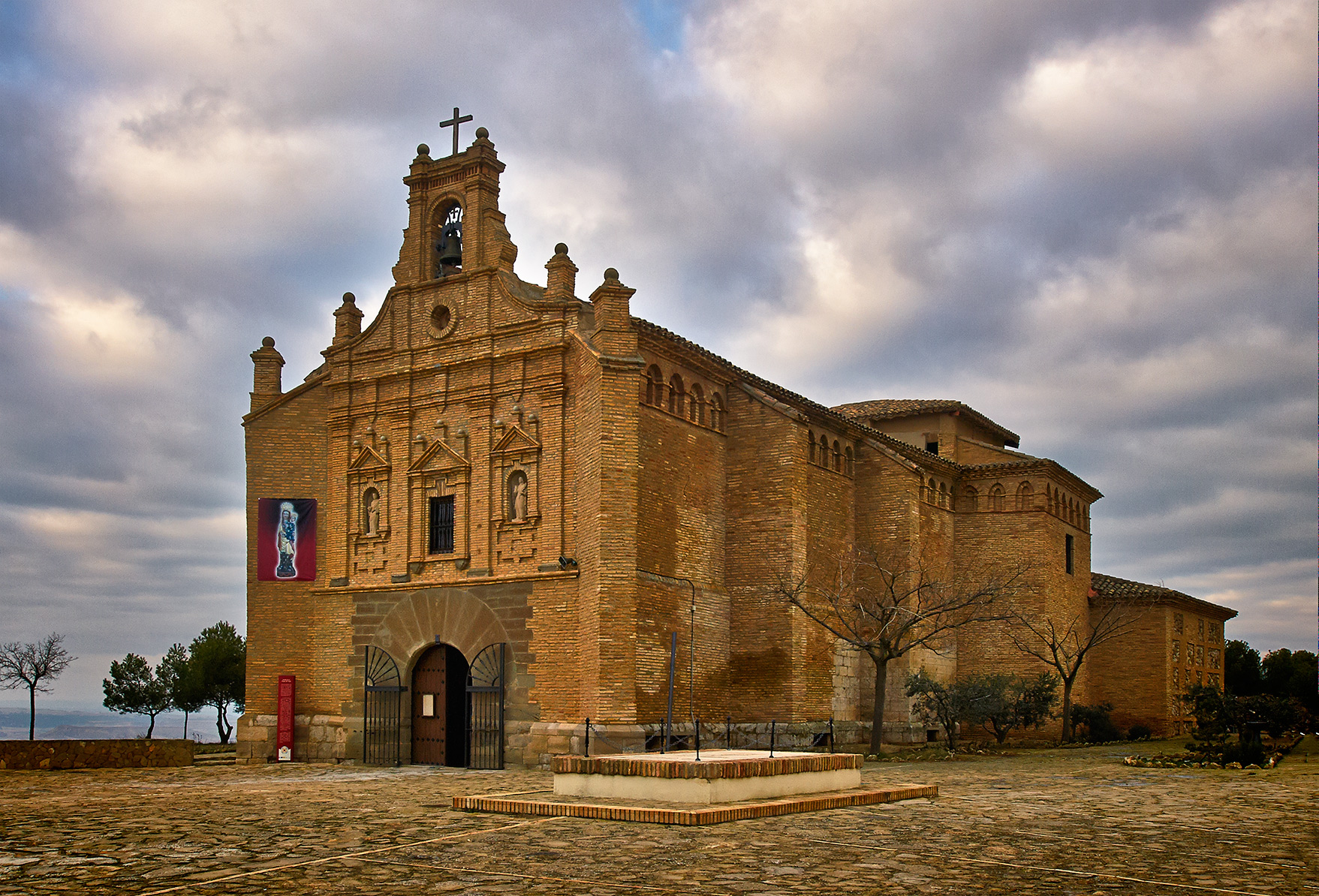
Ermida da Virgem do Yugo
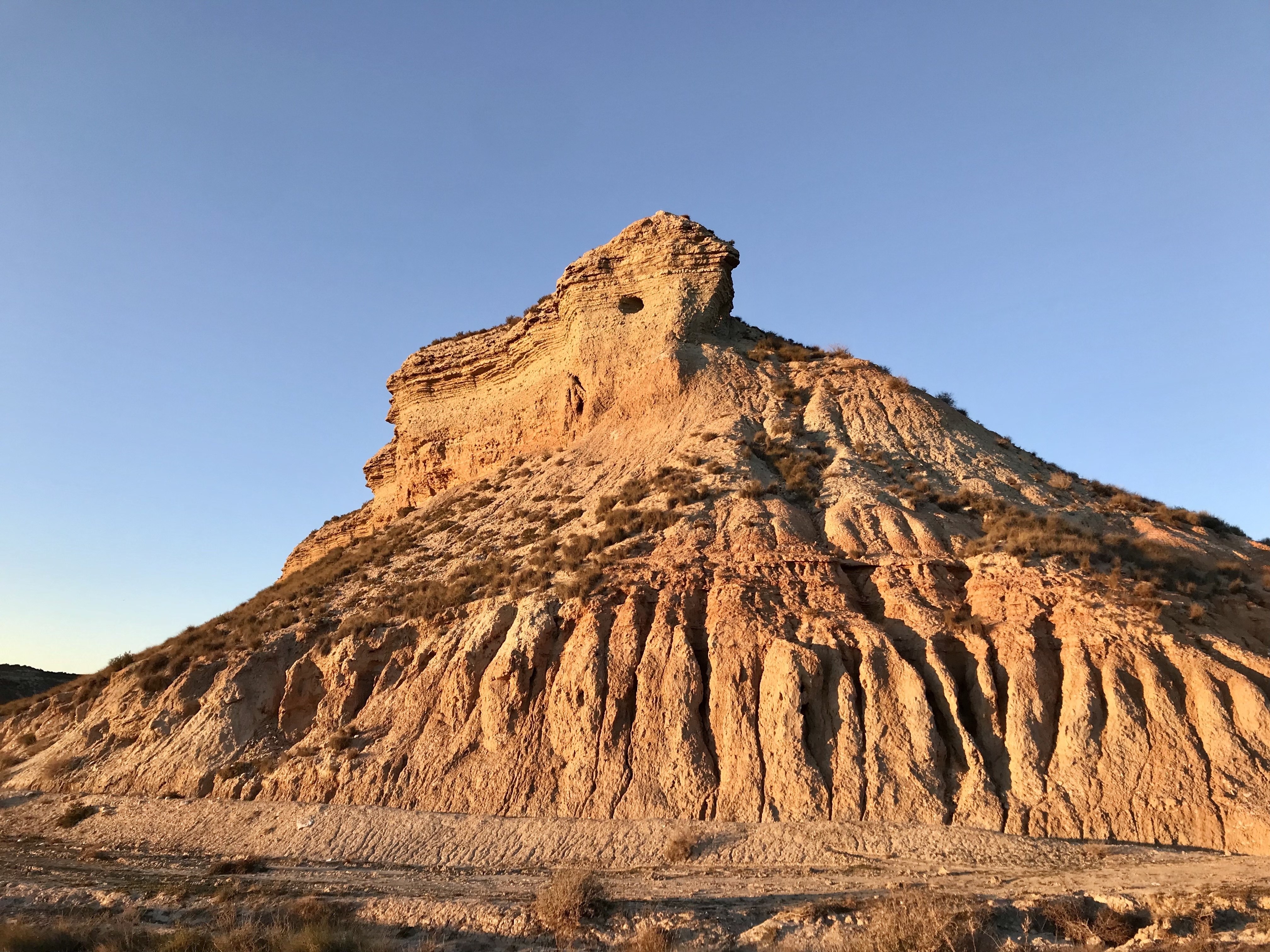
Torre de Leoz
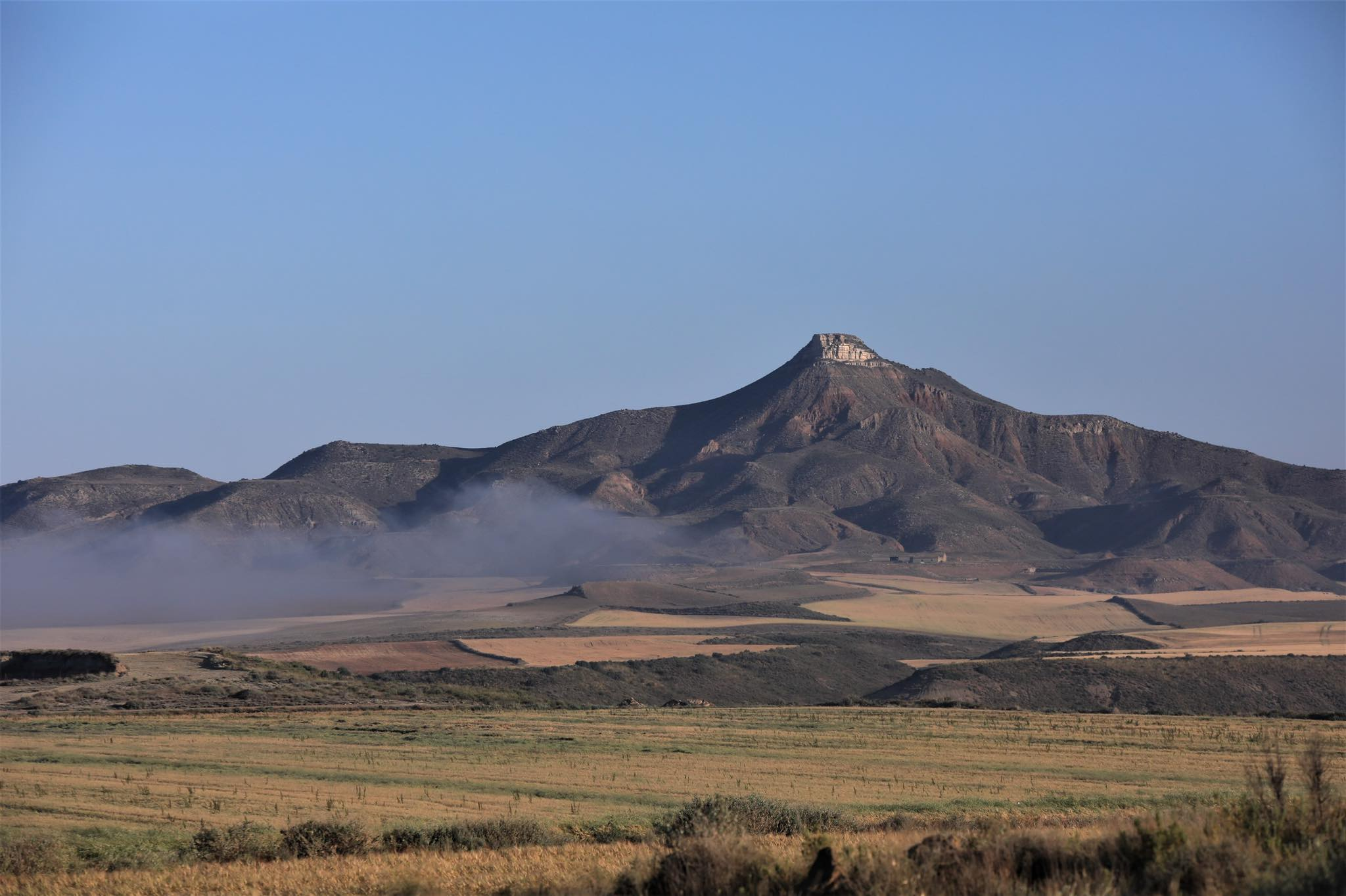
Cabezo del Fraile

#### Idades Moderna e Contemporânea
A incorporação do Reino de Navarra no Reino de Castela não provocou alterações na organização dos Bardenas. A propriedade permaneceu na Casa Real, agora castelhana, e continuaram a ser concedidas concessões e prorrogações das anteriores. Em alguns casos, como os de Peralta, Funes e Falces, os direitos foram adquiridos por pagamento ao rei.
A necessidade de recursos económicos por parte da coroa para cobrir as despesas da Guerra da Sucessão Espanhola levou os 22 congozantes a oferecer ao rei (através do vice-rei) o pagamento de 9 000 pesos como contrapartida pela cessão perpétua e exclusiva do uso das Bardenas, o que foi concedido pelo rei Filipe V em 1705 em troca de 12000 reais de oito.

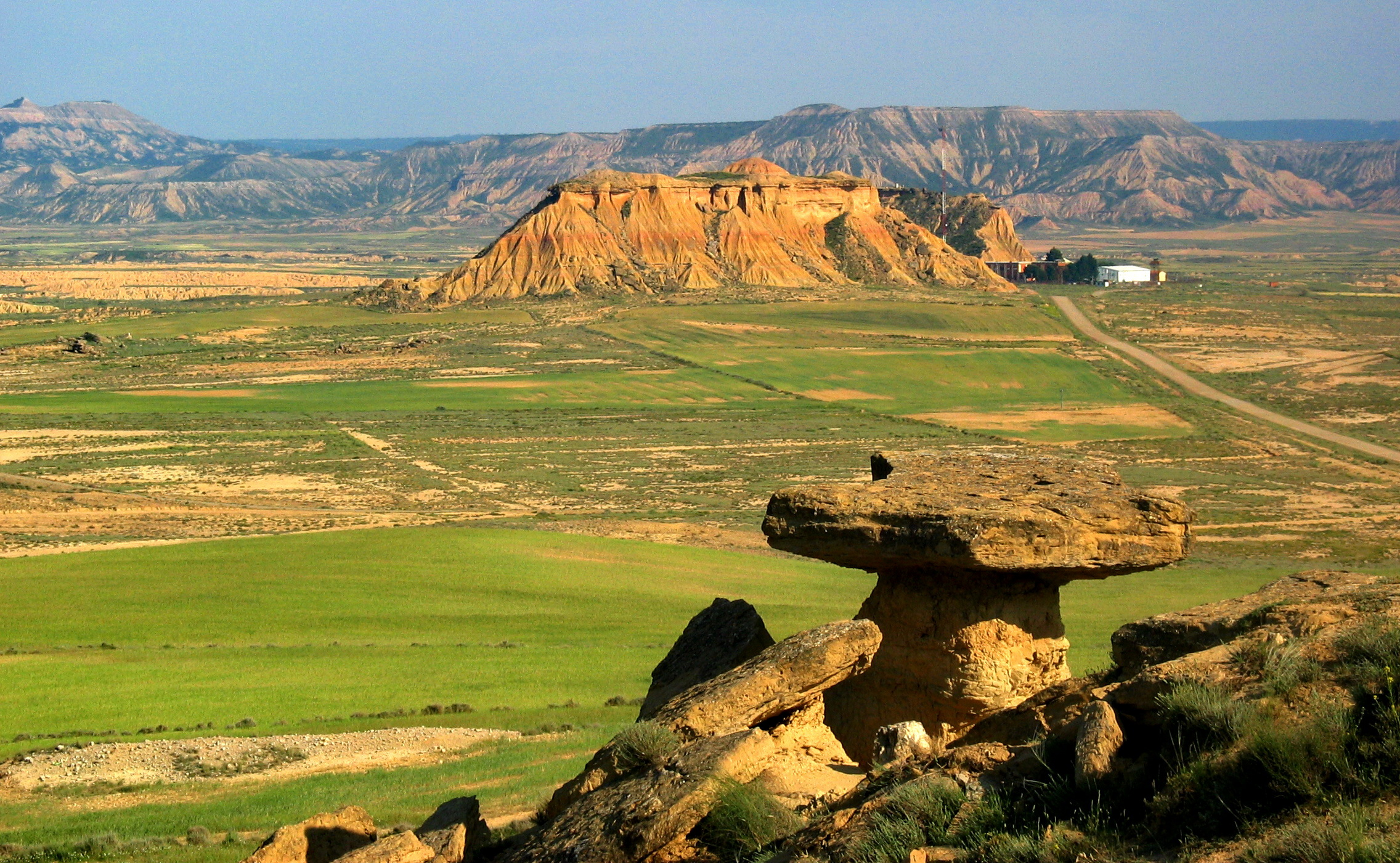

A utilização foi principalmente pecuária até ao início do século XX. Em 1915 a situação começou a mudar e, sendo a agricultura a actividade principal, as ordenanças mudaram para se adaptarem à nova situação. Em 1926 iniciou-se uma ação judicial com o objetivo de dividir as Bardenas. No centro desta ação estava o surgimento da atividade agrícola em oposição à pecuária. A Tribunal Supremo rejeitou qualquer possibilidade de divisão em decisão de 1930, encerrando o processo.
As ordenanças subsequentes, de 1935, bem como as suas modificações, visaram organizar a relação dos usufrutuários com as parcelas cedidas e a possibilidade de transmissão por herança desses direitos. Em 1965 foram introduzidas restrições ao pastoreio nos campos de vinha e beterraba e a permissão da utilização de currais e barracas a todos os usufrutuário. O direito de cultivar também ficou restringido aos chefes de família e a transmissão de terrenos agrícolas passou a ser permitida. Os autarcas perderam competências, que passaram para os órgãos de governança da Comunidade de Bardenas.
Em 1967 foi introduzido nas ordenanças que os usuários deviam residir pelo menos nove meses por ano nas povoações congozantes. Essa medida foi reforçada em 1969, quando foi exigido que eles estivessem registados nos municípios há mais de 10 anos para poderem exercer o direito de uso. Estas medidas tentam preservar os direitos dos residentes das povoações congozantes e manter os seu número. Dessa forma, quem sai da povoação perde o direito de utilizar as Bardenas e quem se instala de novo tem que esperar dez anos para obter esse direito. Em 1985, foi regulamentado o cultivo de espargos e a transmissão de direitos em vida, reconhecendo o direito de sementeira a todos os maiores de 18 anos residentes nas entidades elegíveis, eliminando assim a limitação do direito de cultivo aos chefes de família.
Em maio de 2007, foram introduzidas alterações significativas através da alteração das épocas de pastagem, que passaram a coincidir com o ano civil, concedendo direitos de usufruto exclusivo aos proprietários dos currais, e permitindo a plantação de árvores de fruto e oliveiras. Na mesma reunião em que foram aprovadas as alterações às ordenanças, foi acordada a instalação de uma central fotovoltaica  em colaboração com a empresa Acciona Solar,[carece de fontes?] o que dá início a um novo aproveitamento das Bardenas que dá continuidade ao já perdido uso da recolha de lenha, tornando o território uma fonte de recursos energéticos.

### A Comunidade de Bardenas
A concessão de Filipe V através da Real Cédula de 14 de abril de 1705 constituiu um ponto de inflexão no estatuto jurídico das Bardenas Reales. A partir desse momento, os 22 congozantes adquiriram o usufruto genérico da exploração e uso dos Bardenas, não têm quota ou parte do direito, mas sim uma participação na totalidade dos direitos. Para gerir esse direito foi criada a Comunidade de Congozantes. Antes disso, cada um dos titulares do direito de uso das Bardenas tinha-o na medida concedida pelo rei da época. A Cédula determinou e definiu o número de titulares de direito e o direito estende todos os benefícios a todos eles. A ordenança diz:
| “ | […] dar graça e favor às referidas Comunidades do usufruto das Bardenas Reales perpetuamente, e com a qualidade de que Sua Majestade não comunicará o referido usufruto, nem o dará doravante a outra Comunidade nem pessoa particular, havendo que permanecer exclusivamente para as vinte e duas Comunidades que atualmente o possuem. | ” |

Em 1820, foram aprovadas as primeiras ordenanças da Comunidade, nas quais se estabelecia uma certa disciplina entre os seus membros, uma junta ou comissão de governo e o início de fundos comuns. As ordenanças foram modificadas em 1836, 1840 e 1961. A comunidade tem jurisdição civil e criminal sobre o território das Bardenas e a sua administração.
Historicamente, as reuniões da Comunidade de Bardenas realizavam-se na zona de Puy Gracía, no século XIX realizavam-se na ermida da Virgem do Yugo e posteriormente na venta (estalagem) de Espartosa. Atualmente a sede é em Tudela. A Comunidade rege-se pelas "Ordenações Gerais", que foram aprovadas em 1961 na assembleia geral realizada em Tudela e foram alteradas várias vezes desde então. O órgão de administração é a Junta Geral Permanente, composto por 5 vogais e um presidente.
A Comunidade de Bardenas, também frequentemente chamada Junta de Bardenas, é uma entidade de direito público com personalidade própria. É muito anterior ao  Fuero Nuevo de Navarra Teve uma junta diretiva desde a sua criação e atuou com independência e autonomia, impondo sanções e tributos e defendendo e afirmando o direito de exploração e utilização do território dos Bardenas. É composta por 22 entidades (um mosteiro, dois vales e 19 municípios). Todas as entidades têm a mesma importância na Comunidade, independentemente da sua dimensão ou número de habitantes, razão pela qual cada entidade tem um voto único na Assembleia Geral.
| Entidade          | Concessão | Concessão                                                              | Concessão                                                                   |
| Entidade          | Ano       | Por quem                                                               | Motivação                                                                   |
| ----------------- | --------- | ---------------------------------------------------------------------- | --------------------------------------------------------------------------- |
| Vale de Roncal    | 882       | Garcia Íñiguez de Pamplona                                             | Recompensa por participação em guerras                                      |
| Arguedas          | 1092      | Sancho Ramires                                                         | Repovoamento após conquista aos muçulmanos                                  |
| Cadreita          | 1117      | Afonso, o Batalhador                                                   |                                                                             |
| Tudela            | 1117      | Afonso, o Batalhador                                                   | Repovoamento após conquista aos muçulmanos                                  |
| Valtierra         | 1117      | Afonso, o Batalhador                                                   |                                                                             |
| Carcastillo       | 1443      | Carlos, Príncipe de Viana                                              | Ratificação de costumes e privilégios até então não formalizados pela Coroa |
| Mosteiro da Oliva | 1443      | Carlos, Príncipe de Viana                                              |                                                                             |
| Villafranca       | 1443      | Carlos, Príncipe de Viana                                              |                                                                             |
| Caparroso         | 1472      | Leonor de Navarra                                                      | Recompensa por participação em guerras                                      |
| Mélida            | 1498      | Governador Francisco Robra, confirmada pela rainha Catarina e João III | Ratificação de costumes e privilégios até então não formalizados pela Coroa |
| Vale de Salazar   | 1504      | Catarina e João III                                                    | Recompensa por participação em guerras                                      |
| Buñuel            | 1541      | Confirmação por sentença                                               | Ratificação de costumes e privilégios até então não formalizados            |
| Cabanillas        | 1541      | Confirmação por sentença                                               | Ratificação de costumes e privilégios até então não formalizados            |
| Corella           | 1630      | Filipe IV                                                              | Doações à Coroa                                                             |
| Milagro           | 1650      | Filipe IV                                                              | Doações à Coroa                                                             |
| Cortes            | 1664      | Filipe IV                                                              |                                                                             |
| Fustiñana         | 1664      | Filipe IV                                                              | Doações à Coroa                                                             |
| Santacara         | 1664      | Filipe IV                                                              |                                                                             |
| Marcilla          | 1665      | Filipe IV                                                              | Doações à Coroa                                                             |
| Falces            | 1693      | Carlos II                                                              |                                                                             |
| Funes             | 1693      | Carlos II                                                              |                                                                             |
| Peralta           | 1693      | Carlos II                                                              |                                                                             |

### Usos das terras
Os usos e exploração das Bardenas variaram ao longo do tempo. Até ao século XIX, a pecuária era a principal atividade económica, passando a ser a agricultura no século XX era a agricultura; no século XX o turismo e as atividades desportivas recreativas surgiram em força.

#### Agricultura

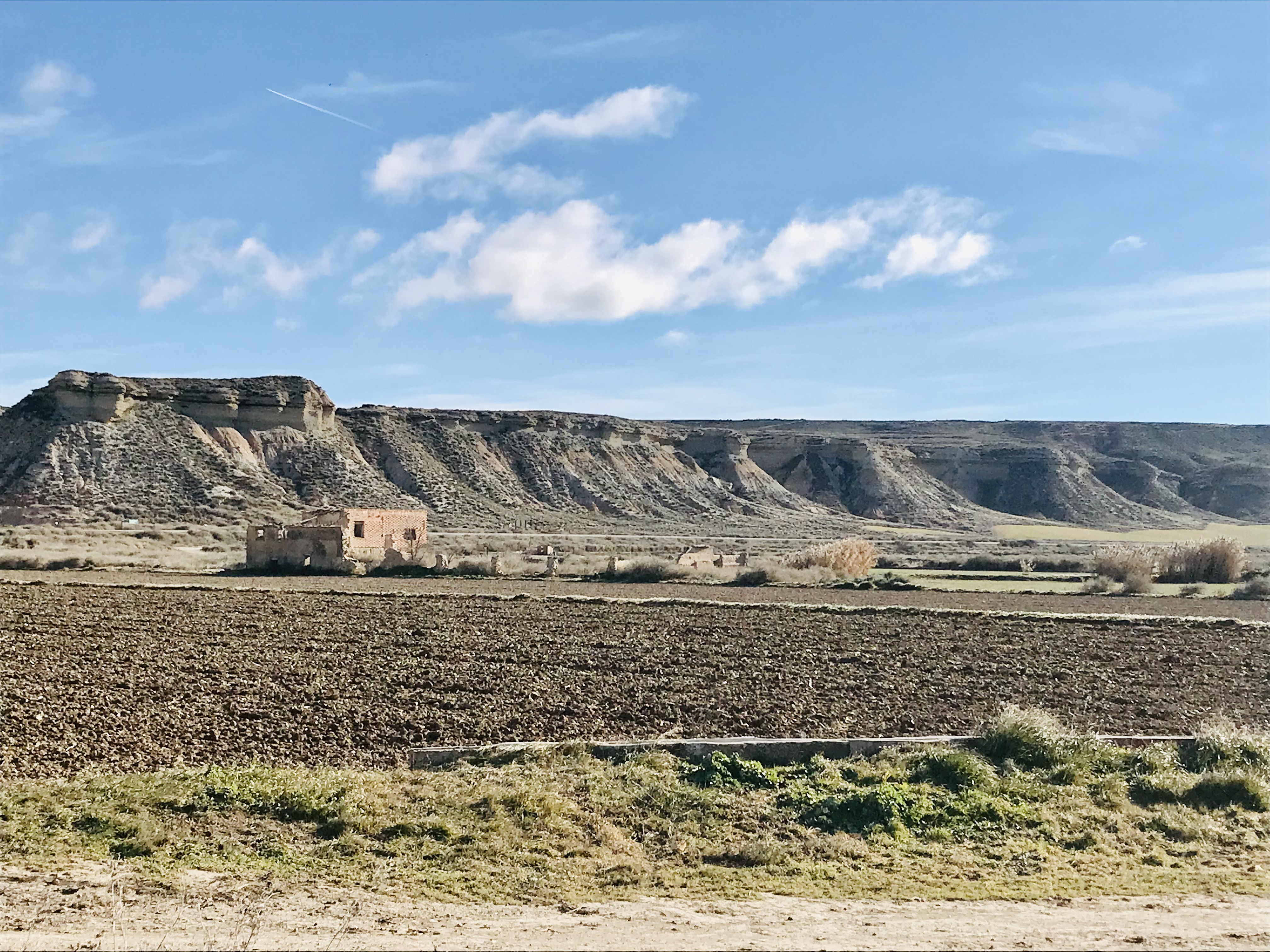
Torre de Leoz

A importância da agricultura nas Bardenas é muito alta, sendo atualmente a atividade mais relevante. A Cédula Real de 1705 já mencionava o direito de semear, embora este só tenha sido introduzido nas Ordenações em 1849. A primeira referência à agricultura data de 1771, mas não dá ideia da superfície semeada. Sabe-se que em 1888 foram semeados 3 232 ha hectares e em 1920 já eram 12 464 ha. A agricultura começou a superar a pecuária em 1915. As modificações feitas no século XX nas ordenanças regulamentaram o uso agrícola do território.
Existem culturas de sequeiro e de regadio. As primeiras ocupam mais extensão, inclusivamente dentro da área do parque natural. São sobretudo de cereais de inverno — cevada e trigo — e realizam-se "de ano e vez" (ou seja, num ano cultiva-se e no seguinte não). Há também culturas de espargos e vinhas.
A irrigação, que é feita com água dos Pirenéus, especialmente da barragem de Yesa, é muito mais limitada em extensão e a sua produção é semelhante às dos terrenos das margens do Ebro. As modificações de 2007 das Ordenanças permitiram a introdução da plantação de pomares e olivais.

#### Pecuária
As Bardenas são atravessadas três rotas de transumância,  "meios de comunicação seculares" que "desempenharam um importante papel ao longo dos tempos". Esses caminhos de rebanhos (em castelhano: canãdas), ainda em uso atualmente são os seguintes:

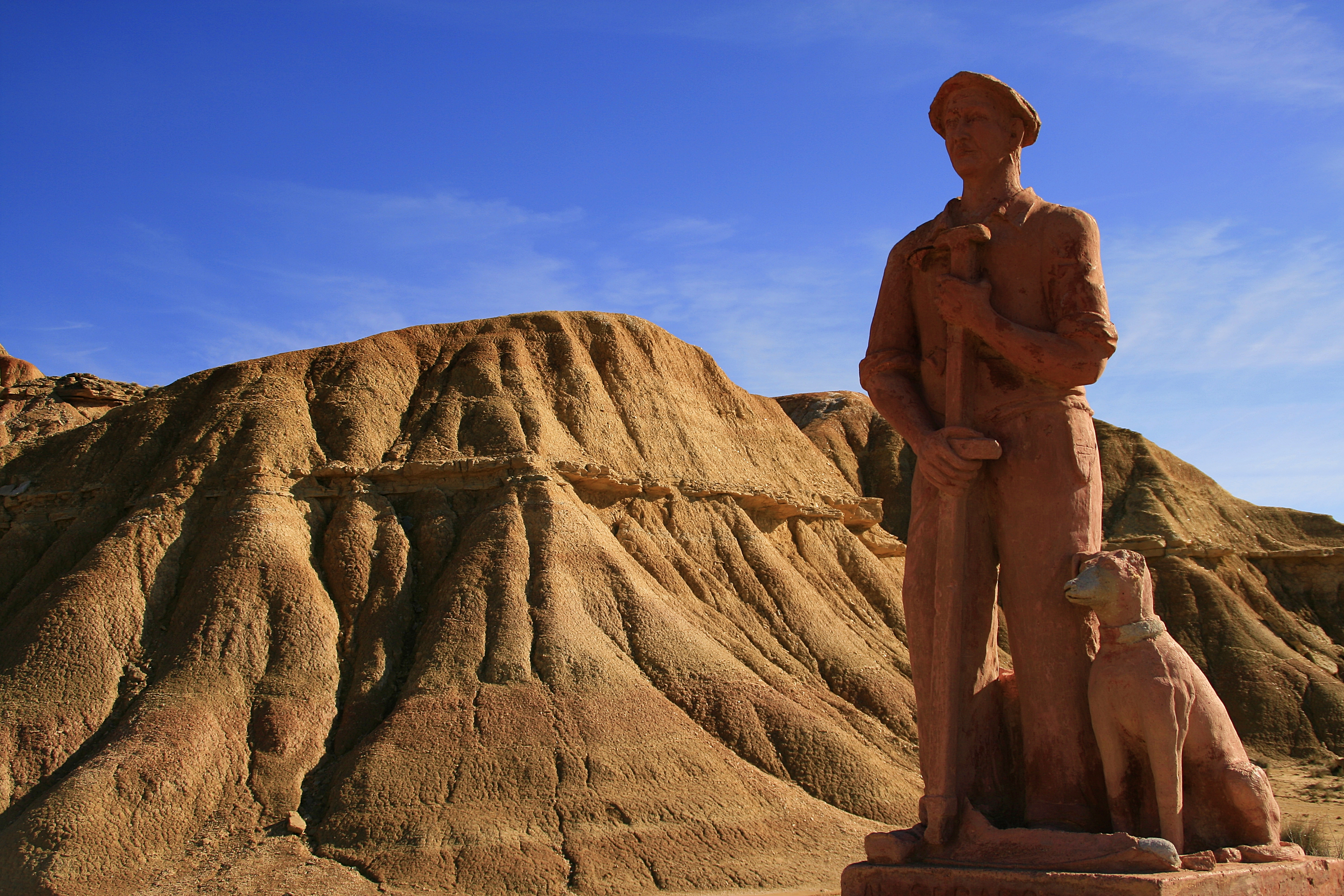
Monumento ao pastor bardenero

- Cañada Real dos Roncaleses — a mais importante, estende-se de norte a sul ao longo da vertente oriental das Bardenas
- Cañada Real de Tauste até às serras de Urbasa e de Andia — rota transversal que liga os lugares indicados no nome, Tauste com as serras de Urbasa e de Andia.
- Cañada Real de Logronho ou de Montes de Cierzo até Ejea — rota meridional, de leste a oeste, que segue paralela à estrada NA-125 que liga Tudela a Ejea de los Caballeros.

Há três fatores importantes que condicionam a exploração pecuária: i) a duração da proibição das pastagens de verão, que passou de 120 dias em 1820 para 79 dias em 1969; ii)  o aproveitamento de estrume, que está limitado às povoações congozantes, estando a sua venda proibida apar o exterior; iii) o uso de currais que quem os constrói tem direito de transmissão desde 1961, quando em 1926 apenas tinha direito de preferência.
O uso das Bardenas pelos pastores dos vales dos Pirenéus tem muitos séculos. Quando em 882 foi concedido ao Vale do Roncal o direito de utilização, já há muito tempo que essa utilização ocorria. Sabe-se que no início da Idade Moderna cerca de 300 000 ovinos e caprinos pastavam de forma transumante nas Bardenas, mas o número diminuiu ao longo do tempo. Em meados do século XIX, já era metade, embora se tenham acrescentado 2 000 cabeças de gado bovino.
Para estimar o número de cabeças de gado é necessário utilizar as informações da cobrança das taxas pecuárias, que são calculadas pela informação que cada usuário dá sobre as cabeças que pastam nas terras das Bardenas, o que pode significar que os dados sejam inferiores aos números reais. Existem duas temporadas de pastagem pelas quais tem que se pagar uma quantia por cabeça. Essa quantidade depende do tipo de gado e da época. A primeira temporada é estabelecida entre 18 de setembro e 30 de novembro de cada ano e a segunda entre 1 de dezembro de um ano e 30 de junho do ano seguinte. Entre os dois há uma proibição de pastagens de verão que vai de 1 de julho a 17 de setembro. Em 2007 estimava-se que 83 877 ovinos e caprinos utilizavam as pastagens das Bardenas na primeira época e 52 390 na segunda, às quais devemos acrescentar 311 bovinos na primeira época e 375 na segunda. A modificação das Ordenanças feita em maio de 2007 propõe a eliminação das épocas de pastoreio, que ficam reduzidas a uma única temporada coincidente com o ano civil, mas mantém-se proibição de pastagem entre 25 de junho e 17 de setembro. Os currais só podem ser usados pelos seus proprietários.
Os congozantes que mais têm relação com a exploração pecuária são os dos vales dos Pirenéus. Historicamente, quase metade do gado pertencia a a pastores desses locais, que transumavam para estas pastagens para passar o inverno, geralmente durante sete meses. Há uma jota de Valtierra que conta a estadia dos pastores com os seguintes versos: «À Bardena de rei / Já vêm os roncaleses / A comer migas com sebo / Pelo menos sete meses».

Canal de irrigação de Tauste na zona da Torre de Leoz
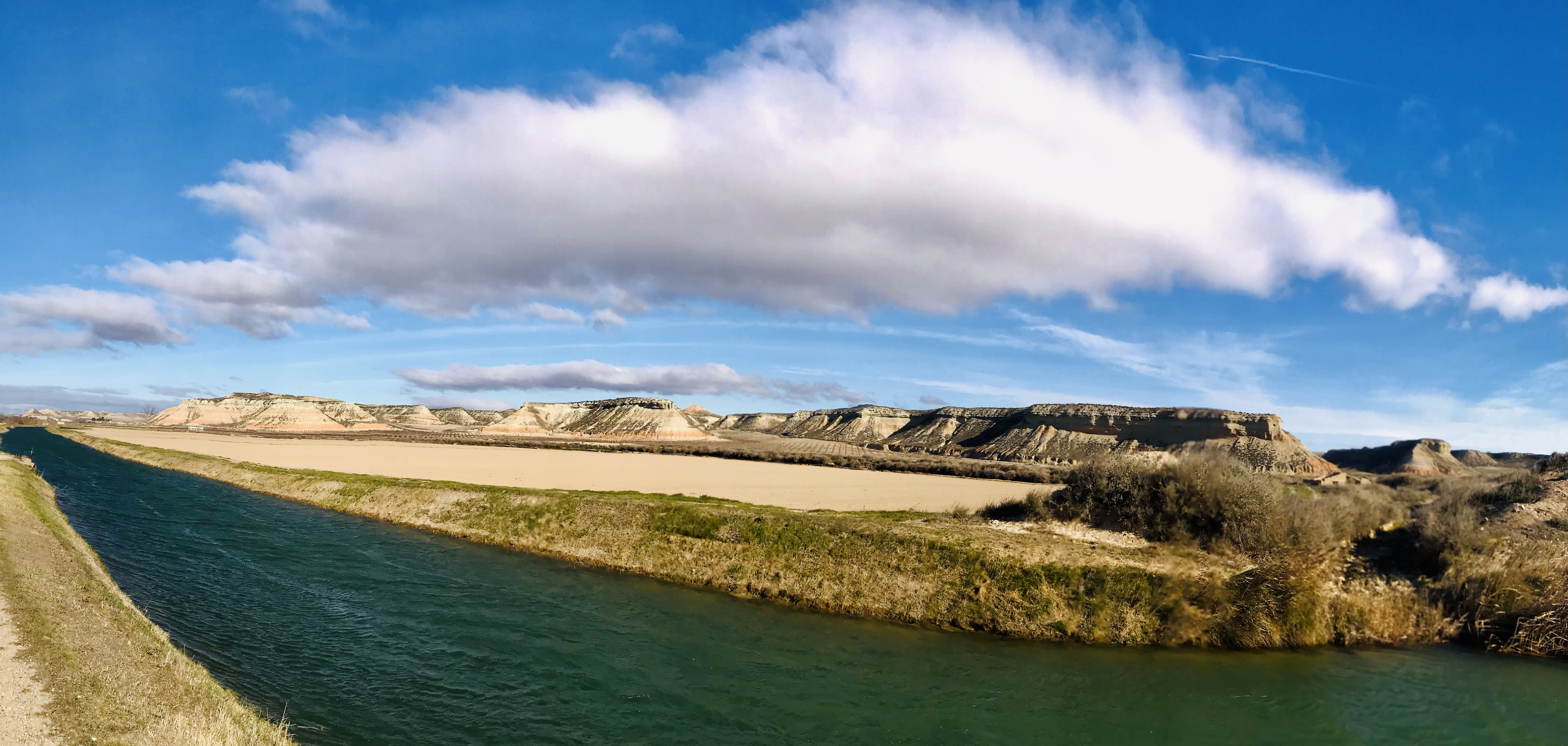
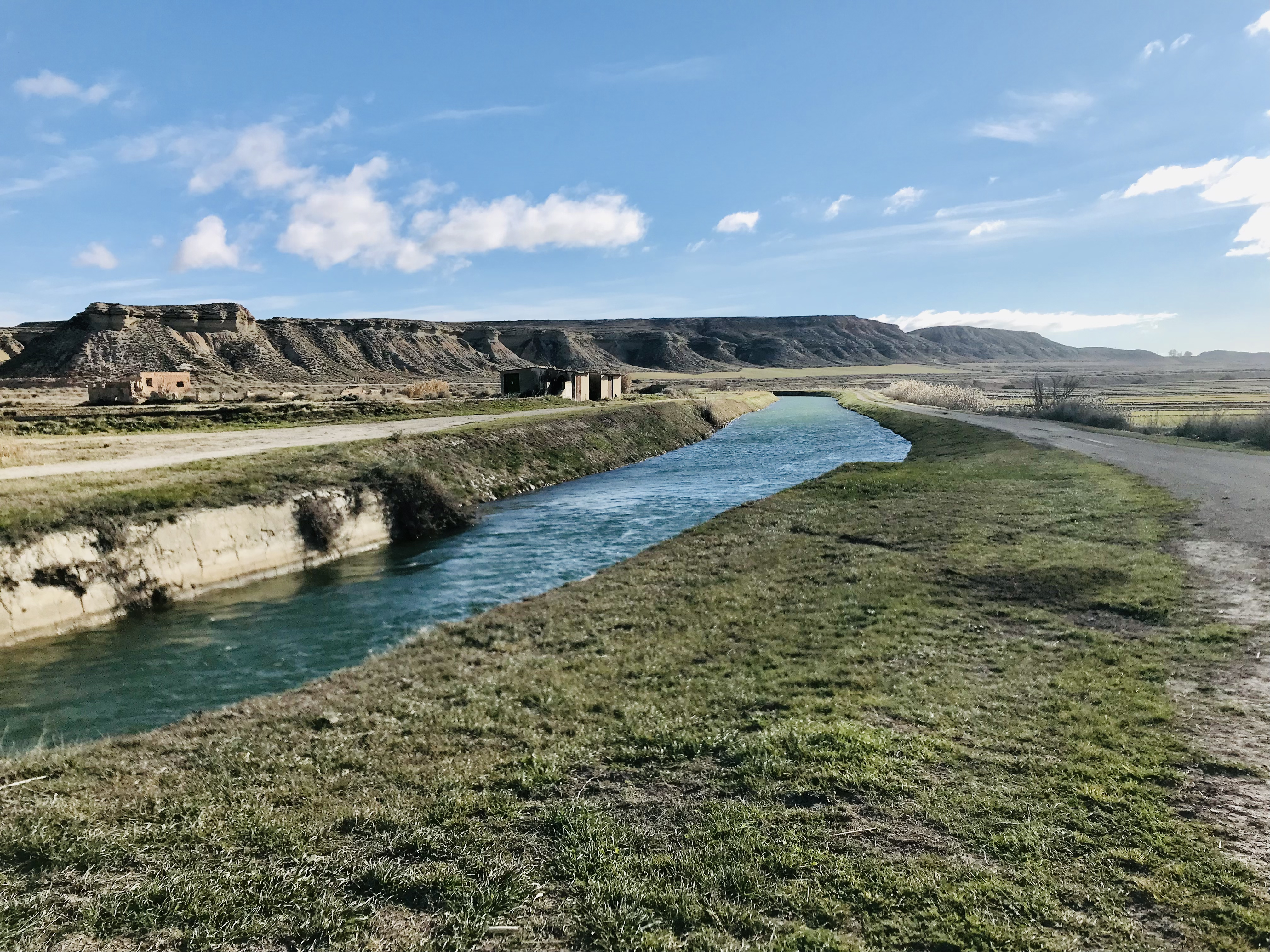

#### Turismo, desporto e outros usos

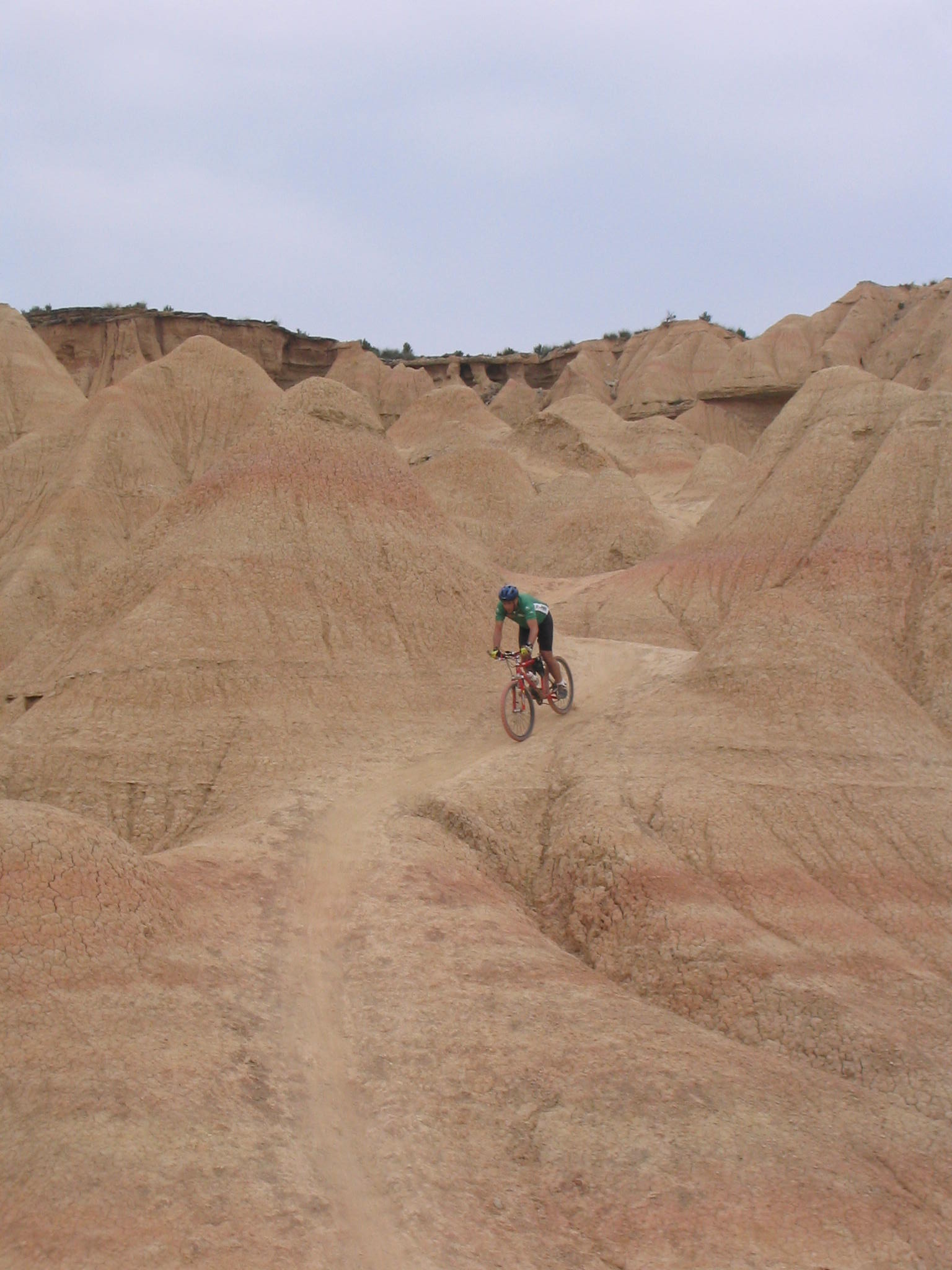
O Paso del Ciervo, um dos percursos de BTT mais populares das Bardenas

Entre os novos usos das Bardenas estão a exploração turística e desportiva, que ganha cada vez mais relevância com os desportos de aventura. A singularidade da região, a paisagem e a riqueza natural das suas diferentes áreas protegidas atraem muitas pessoas para a realização de diversas atividades recreativas, como caminhadas, bicicleta de montanha (BTT), passeios de Segway e veículos todo-o-terreno, visitas guiadas, atividades culturais, etc. Essas atividades desenvolveram algumas infraestruturas empresariais e hoteleira nas localidades onde são organizadas.
Existem vários percursos para fazer de diferentes formas. As atividades receativas estão limitadas pelos regulamentos do parque natural. O horário de visita é limitado, sendo proibido pernoitar no interior do parque. É proibido sair dos trilhos e estradas, estacionar veículos, circular em grupos maiores que três veículos, fazer escaladas, acampar ou fazer fogueiras, e qualquer fotografia ou filmagem de caráter comercial requer autorização.
Entre os diferentes eventos que se realizam nas Bardenas relacionados com turismo e desporto, destaca-se a prova de BTT Extreme Bardenas, que se realiza em junho e é organizada pelo clube de ciclismo de Arguedas. Os visitantes são provenientes de locais muito diversos, quer da própria Navarra, de comunidades autónomas vizinhas e do estrangeiro. Entre estes, destaca-se a França.
Desde maio de 2007 que está instalada nas Bardenas uma huerta solar (lit.: "horta solar"; uma central fotovoltaica, uma utilização inovadora do território das Bardenas que de certa forma dá continuidade a outra mais antiga, de recolha de lenha, que também se destinava ao fornecimento de energia.
O uso das Bardenas para filmagem de filmes e publicidade é muito comum. A paisagem única de Navarra é escolhida como cenário para muitos filmes e anúncios. Em Bardenas foram rodados filmes como Rango, The Man Who Killed Don Quixote, The Counselor e Planeta 51. Parte da série de televisão Game of Thrones foi também filmada nas Bardenas; na sexta temporada, as Bardenas são o mar Dothraki, onde Daenerys Targaryen é mantida pelas forças de Khal Moro.

## Castelos, ermidas e bandidagem

### Castelos

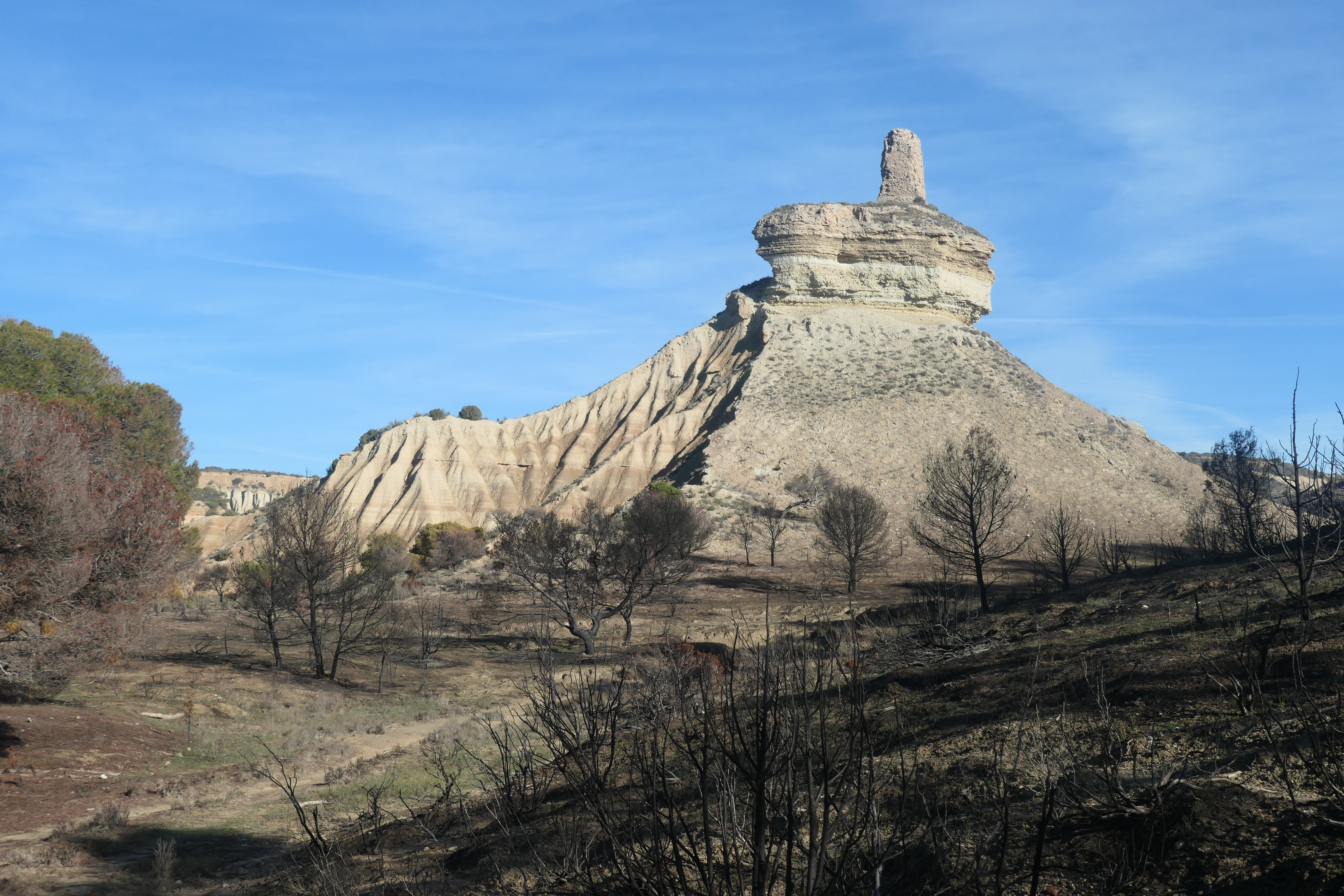
Ruínas do Castelo de Peñaflor

A situação das Bardenas, no limite fronteiriço do Reino de Navarra, primeiro com os reinos muçulmanos e depois com os de Castela e de Aragão, levou à construção de castelos no seu território para a defesa de Navarra. Na documentação existente sobre as Bardenas Reales são mencionados vários castelos, dos quais subsistem alguns vestígios. Numa relação de 1515 são indicados quais os castelos que então existiam: Aguilar, La Estaca, Mirapex (ou Mirapeix), Peñaflor, Peñaredonda, Sanchicorrota e Sancho Abarca. Segundo o historiador Juan José Martinena Ruiz, especializado no assunto, afirmou que — "os castelos bardeneros deviam ser muito simples estruturalmente; geralmente reduziam-se a uma torre principal ou atalaia, em torno da qual se erguia um pequeno recinto muralhado, no qual se dispunham por vezes outras torres mais pequenas, de altura reduzida, a que documentação da época chamava "viztorres" ou "torres pequenas" — referindo-se ao caso específico do castelo situado em Portillo de la Bardena, que corresponderia ao que aparece na documentação com o nome de La Estaca.
As ruínas do castelo de Peñaflor, situado em Vedado de Eguaras, dão-nos uma ideia daquelas construções, que usualmente eram muito simples, constituídas por uma torre principal (a de menagem, rodeada de muralhas que por vezes tinham torres secundárias. Estas construções datam do século XIII, cerca de 1220, do reinado de Sancho, o Forte. Este castelo também é conhecido como Castelo de Doña Blanca, devido a uma lenda mencionada mais acima.
Em 1447, o Príncipe de Viana criou o senhorio de Torre de Leoz, que doou ao seu conselheiro Pedro de Veráiz. Este senhorio situava-se em Fustiñana, na parte sul das Bardenas e na fronteira entre os reinos de Navarra e de Aragão. Foi abolido em 1837.

### Ermidas

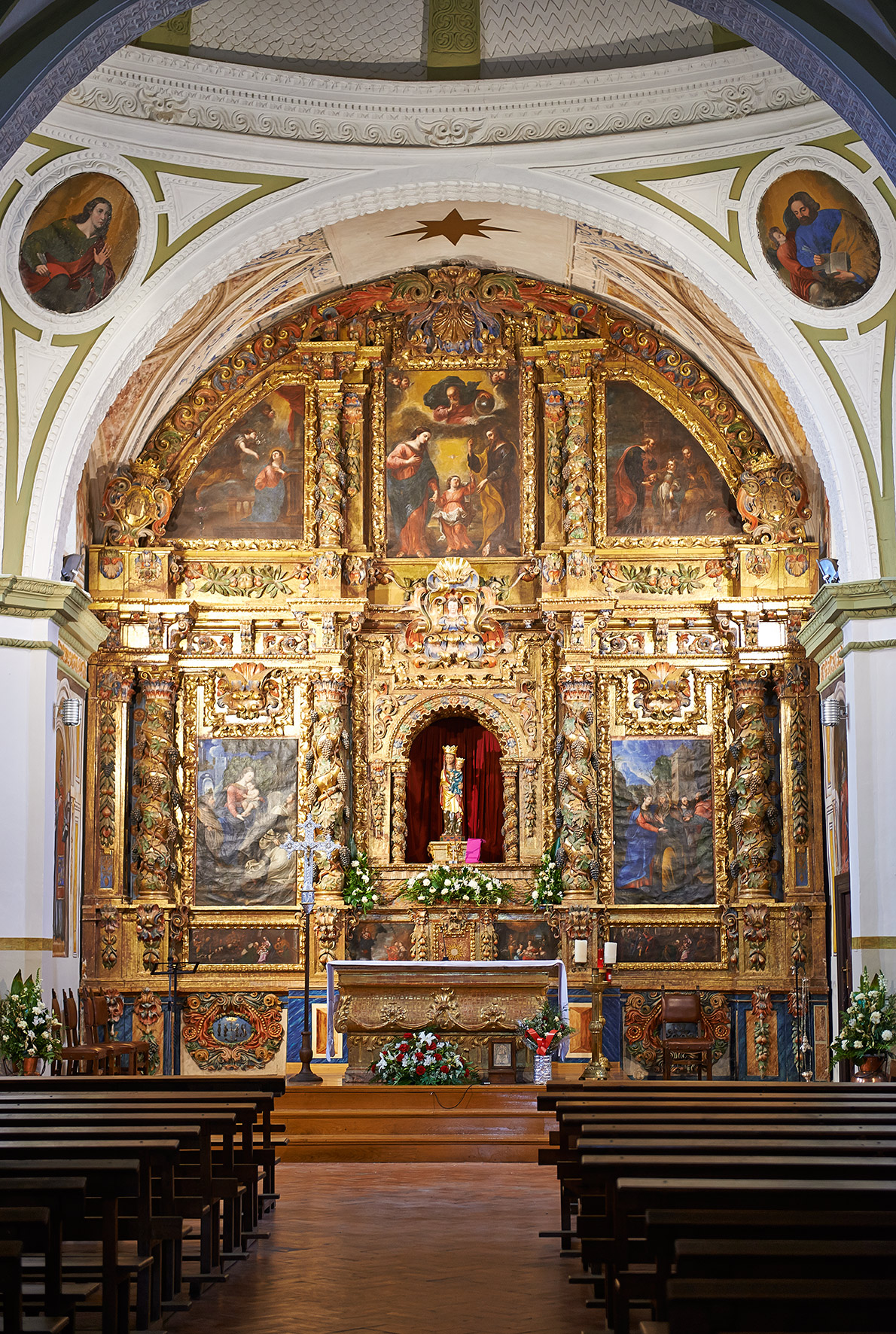
Ermida da Virgem do Yugo

Não existem ermidas no território das Bardenas propriamente dito, mas sim nas suas vizinhanças. No cimo da serra do Yugo, que confronta com o lado ocidental das Bardenas, ergue-se a ermida da Virgem do Yugo. Data do século XVII e o seu retábulo é de estilo barroco. É o santuário mariano mais importante da região, e sua virgem é conhecida como Virgem Bardenera. Entre 1820 e 1858 foi sede das Juntas Gerais das Bardenas. A sua localização na Bardena Branca proporciona uma vista privilegiada sobre todo o parque natural.
Existem outras três ermidas relevantes:
- A ermida Sancho Abarca, no município de Tauste, situada no cimo de uma colina no limite sudeste da Bardena Negra.
- A ermida de Santa Margarida, em Tudela, da qual restam apenas alguns vestígios. Os pastores dos vales dos Pirenéus cumpriam ali as suas obrigações religiosas. Dependia de Santa María Madalena de Tudela e em 1230 a esposa do rei Teobaldo I de Navarra, a rainha Margarida de Bourbon, fundou uma irmandade.[43]
- A ermida de São João Gregório Ostiense, da qual restam apenas algumas paredes arruinadas, situa-se em Tudela, no monte homónimo, junto à estrada entre Tudela e Cabanillas. Há registo que foi edificada em 1421 e saqueada em 1822; a sua imagem foi encontrada num barranco bardenero.[44]

### Banditismo
O isolamento das terras das Bardenas fez com que muitas pessoas perseguidas pela justiça se refugiassem ali. O bandido mais famoso é, sem dúvida, Sanchicorrota, cujo verdadeiro nome era Sancho Rota, que viveu no século XV, durante a Guerra Civil de Navarra. A sua influência espalhou-se não só pelas Bardenas, mas por todas as povoações vizinhas.

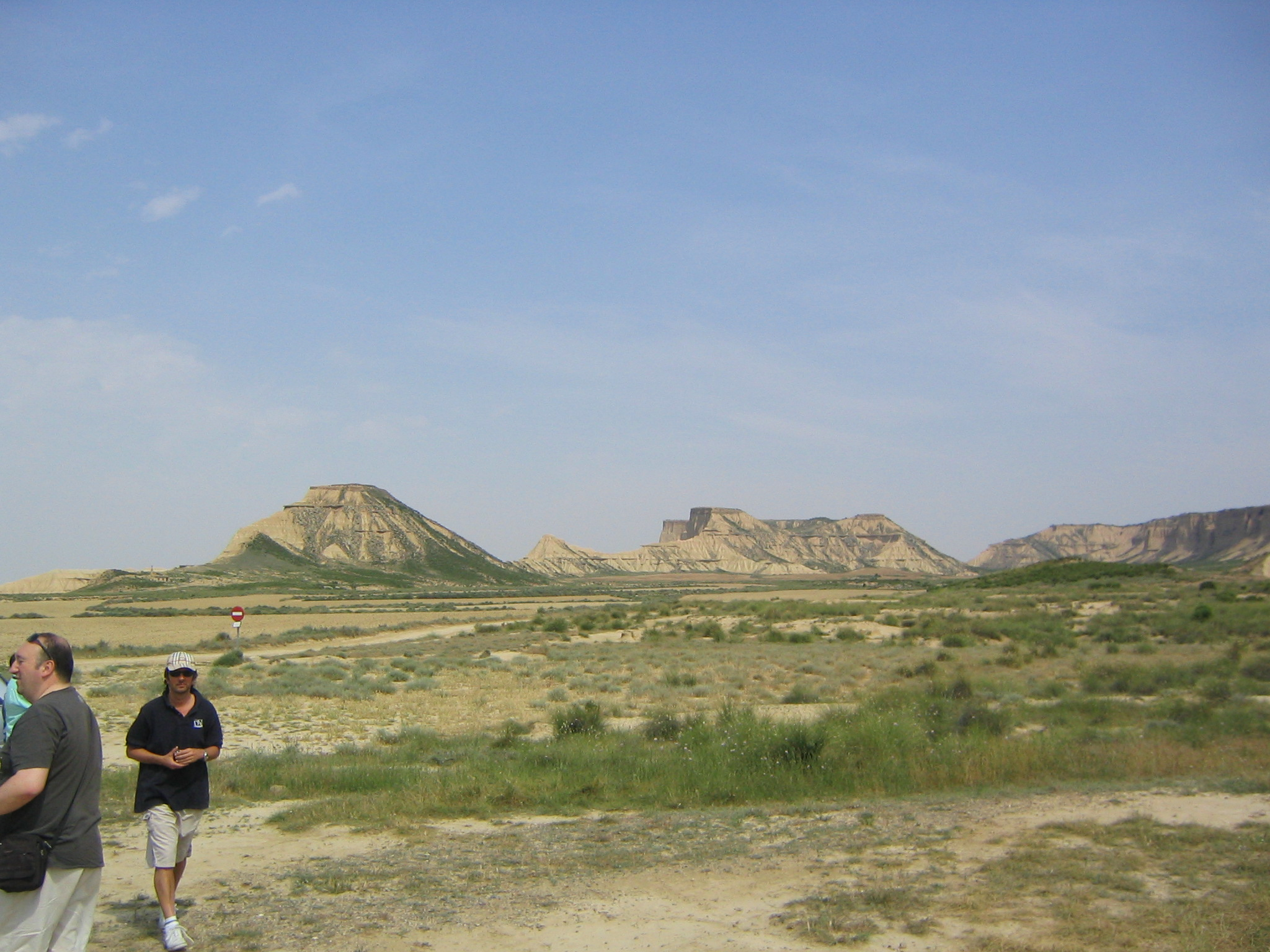
O cabeço de Sanchicorrota, à esquerda, onde o bandoleiro tinha o seu reduto

Para acabar com Sanchicorrota, em 1452, o rei de Navarra e Aragão João II reuniu um destacamento de mais mais de duzentos cavaleiros que o cercaram e aniquilaram o bando de Sanchicorrota, mas não conseguiram capturá-lo vivo porque ele suicidou-se ao ver-se cercado. O corpo foi exposto em público nas localidades vizinhas.
Sanchicorrota tinha a sua base sediada na caverna que existe no rochedo escarpado que tem o seu nome. Essa gruta é artificial, como muitas da zona do Ebro e, segundo a lenda, foi construída por alguns locais contratados pelo bandido que, para manter o segredo, os assassinou. Também se diz que os seus cavalos usavam ferraduras viradas para trás para enganar seus perseguidores.
Na sua obra popular “Cantos da História de Navarra” ,Florencio Idoate Iragui, também menciona a bandidagem, quando afirma que "as Bardenas têm sido um bom refúgio para criminosos e bandidos. A sua situação fronteiriça e o facto de ser uma extensa área despovoada, e passagem obrigatória para Aragão e Castela, favoreceram o desenvolvimento desta praga no passado". A obra tem um capítulo com o relato histórico das aventuras de um dos bandidos, José Virto de Corella , em 1657. Nas notas seguintes acrescenta vários nomes e episódios recolhidos na documentação conservada no Arquivo Real e Geral de Navarra, do qual foi diretor.
O banditismo continuou até o século XIX, quando há notícias de um tal "Moneos".